# Uniformes et armes des armées chinoises de 1832 à 1949
Les uniformes et armes des armées chinoises sont les tenues militaires et les armements des combattants et soldats chinois depuis l'époque de la première guerre de l'opium (1832) jusqu'à l'avènement de la république populaire de Chine (1949).

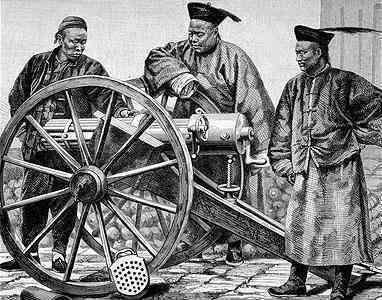
Des officiers de l'armée de l'Empire Qing étudiant une mitrailleuse Montigny durant la période du mouvement d'auto-renforcement.

## Première période: de la première guerre de l'opium à l'avènement de la République (1832-1911)

### Armée impériale

Drapeau de la dynastie Qing 1889.

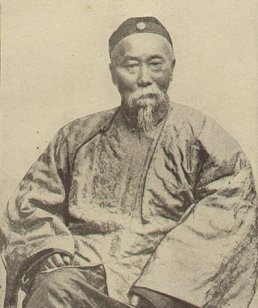
Li Hongzhang (1823-1901) général de l'armée impériale.

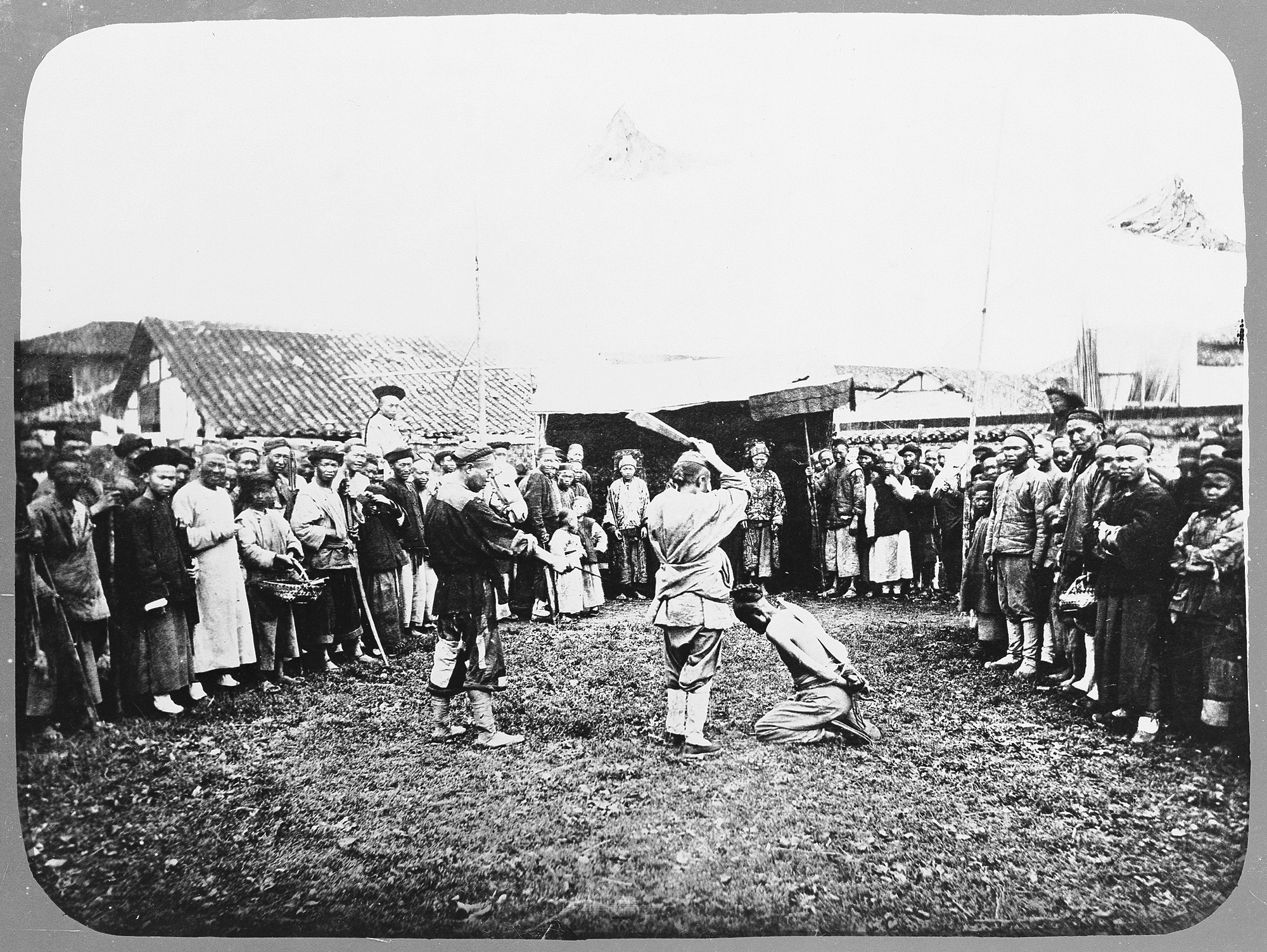
Décapitation en Chine au XIXe siècle.

Plus encore que l'établissement et le développement des premiers liens commerciaux avec l'Europe, la première guerre de l'opium constitua un véritable « choc des civilisations » entre l'Empire Céleste et l'Europe alors en pleine expansion technologique, industrielle et coloniale, opposant une force expéditionnaire franco-britannique « moderne » professionnalisée à une armée chinoise encore fortement médiévale dans son armement et son organisation.
Il fallut encore trois autres lourdes défaites militaires face aux puissances étrangères (deuxième guerre de l'opium, guerre franco-chinoise et première guerre sino-japonaise) avant que la Chine n'entreprenne une timide modernisation de son armée à la fin du XIXe siècle.
La comparaison entre l'évolution des sociétés chinoise et japonaise en cette seconde moitié du XIXe siècle est symptomatique de l'évolution technologique totalement divergente des armées de ces deux pays.
La société japonaise que découvre Perry le 8 juillet 1853 est une société militarisée de clans familiaux féodaux. Guerriers professionnels, grands connaisseurs d'armes, les samouraïs s'intéressent d'emblée à l'armement des Européens pour en faire l'instrument du maintien de leur pouvoir sur la société civile tout en leur permettant de vider victorieusement leurs rivalités inter-claniques. L'Empereur Mutsohito imposa d'autorité la modernisation de son pays (Restauration Impériale et Ère Meiji) en créant notamment une armée nationale dès 1873. En 1877, après l'écrasement d'une dernière révolte samouraï conservatrice, celle-ci, aguerrie au combat, devint l'unique force armée du Japon et se lança résolument dans un vaste programme de modernisation et de conquête.
La Chine était quant à elle gouvernée par une bureaucratie décadente, sclérosée et corrompue au service d'une Dynastie Qing somme toute assez mal supportée par les Hans qui la considéraient comme l'héritage d'une humiliante invasion « barbare » (voir Huit Bannières et Histoire de l'administration impériale chinoise). Il n'y avait pas non plus en Chine de sentiment d'identité nationale unificatrice. À l'inverse de ce qui se produisit au Japon, les mandarins chinois et les eunuques de Cour, détenteurs du vrai pouvoir politique, ne s'intéressèrent guère aux armes des « barbares Longs-Nez » mais bien plus aux produits de consommation et de luxe que ceux-ci offraient en échange des denrées chinoises. La Chine sortit affaiblie du choc des civilisations et se retrouva plongée dans plus d'un siècle de troubles et de guerre civile (1832-1949) tandis que le Japon devint rapidement la super-puissance locale, défiant ses anciens mentors occidentaux. Lors de la révolte des Boxers (1899-1901), les Chinois utilisaient encore des hallebardes et des canons en bronze - y compris certaines unités de l'armée impériale - tandis que les fantassins japonais défendant leur ambassade utilisaient le fusil à répétition national Arisaka qui, modernisé, restera en service jusqu'en 1945... et même jusqu'en 1949 aux mains mêmes des factions impliquées dans la guerre civile chinoise.
Après la révolte des Boxers, le gouvernement impérial prit enfin la décision de moderniser l'armée de l'Empire, l'initiative étant laissée aux grands dignitaires militaires. À partir de 1910 apparut un uniforme standard, en version été (kaki) et hiver (bleu de Prusse), tous deux en coton. Une Garde impériale fut également levée en 1908, exclusivement constituée de mandchous dans un premier temps (jusqu'en 1910), se distinguant de l'armée régulière par son uniforme gris. Un corps de gendarmerie fut aussi créé en 1910 revêtue d'un uniforme gris-bleu. Mais parallèlement subsistent encore des troupes de milices provinciales, toujours équipées à l'ancienne. En 1911, lors qu'éclate la rébellion Wuchang, l'armée impériale compte quelque 200 000 hommes dans ses unités modernisées appelées Lu-chun. Mais malheureusement pour le régime impérial, celles-ci passent en masse à l'opposition, seules les troupes provinciales pauvrement équipées restant fidèles au régime.
Iconographie
- L'armée impériale de 1832 à 1900.

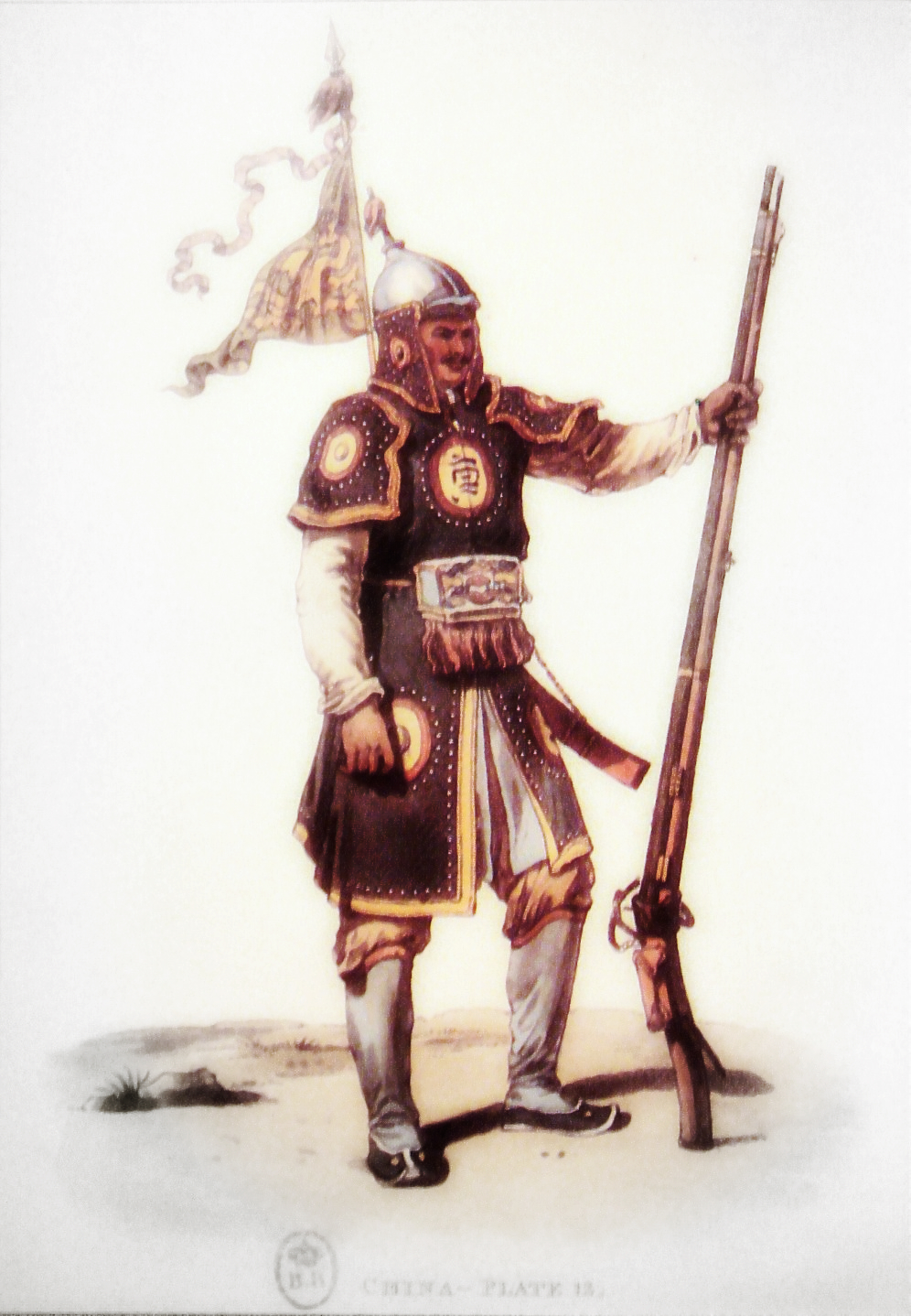
Photo 1. Cette gravure, bien que datée de 1793, donne encore une parfaite image de l'armée impériale chinoise que les Britanniques affrontèrent en 1832
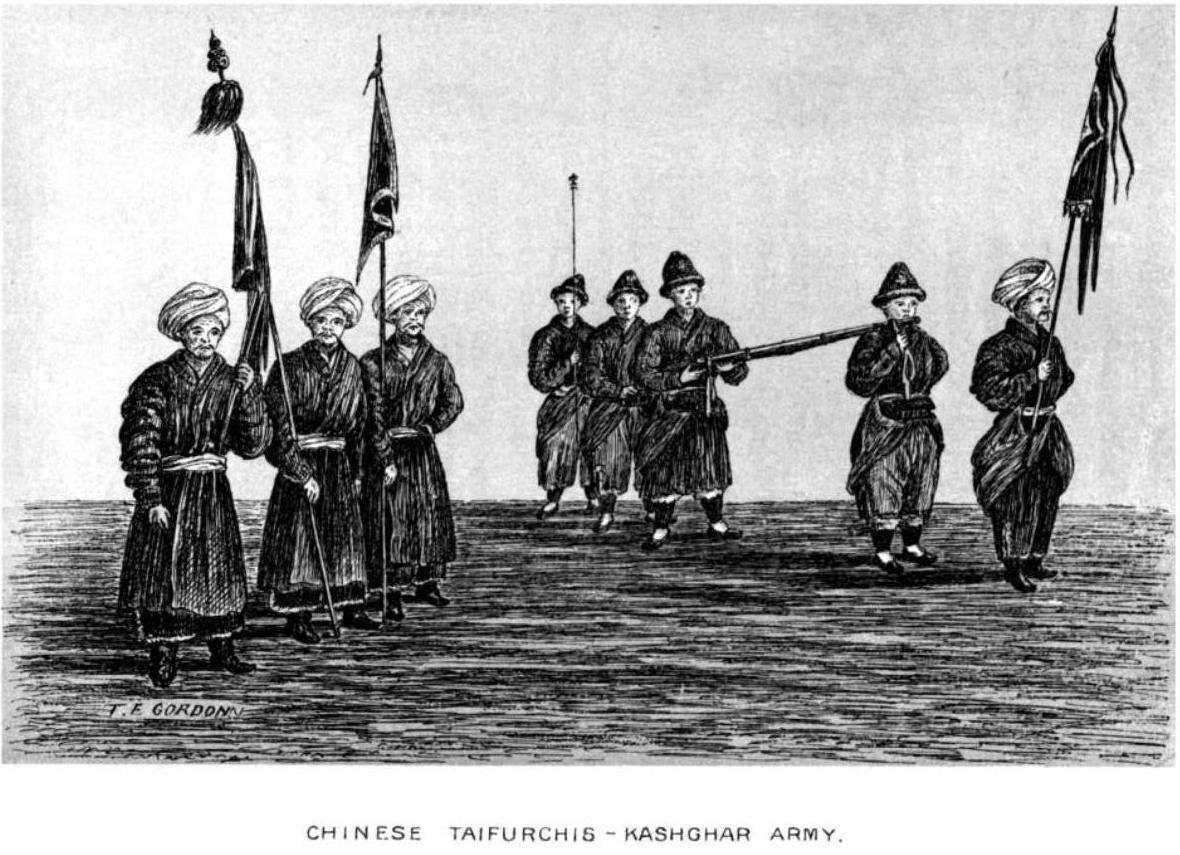
Photo 2. Artilleurs chinois fin XIXe siècle
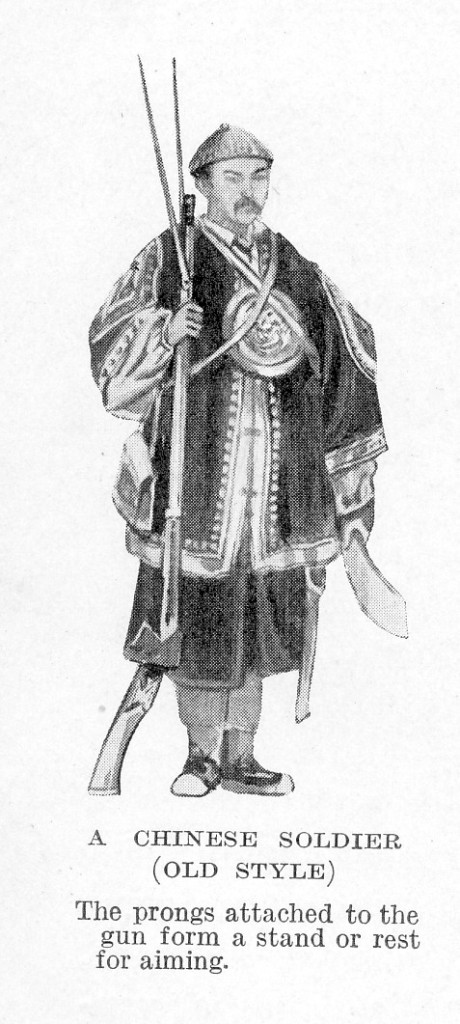
Photo 3. Soldat chinois - début XIXe siècle
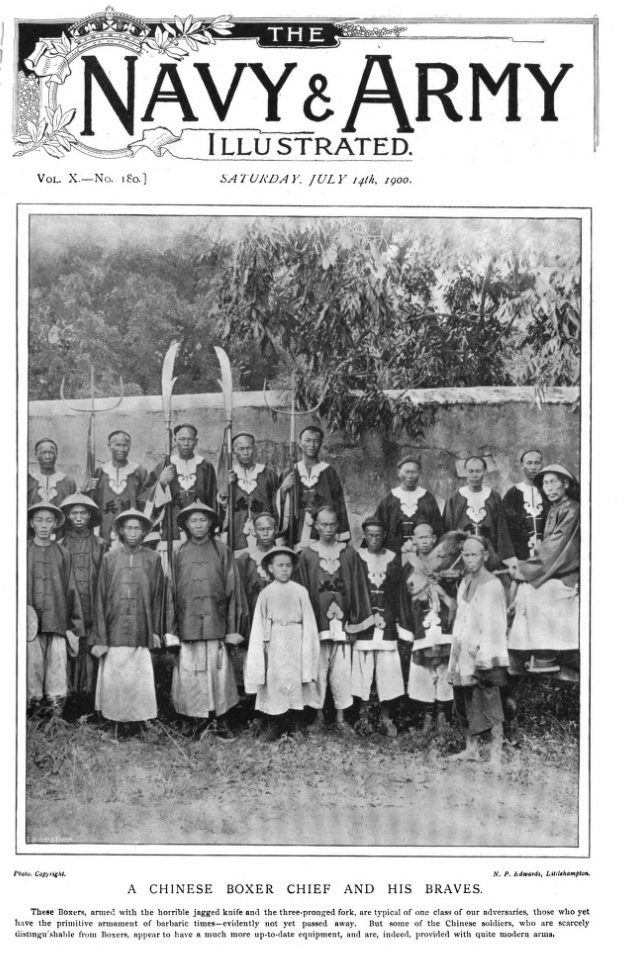
Photo 4. L'armée impériale en 1900

Les différentes gravures reprises dans cette section reflètent parfaitement l'image donnée par l'armée impériale chinoise du XIXe siècle, les armes blanches et armes d'hast côtoyant arcs à la mongole, arbalètes, mousquets et arquebuses (Photos 1&3). L'artillerie chinoise était essentiellement constituée de canons et bombardes de bronze, de fusées explosives et d'arbalètes lourdes (parfois à tir multiple) similaires au scorpion de la Rome antique. La photo no 2 représente de l'artillerie légère type mousquet de rempart. Le bleu était la couleur dominante des uniformes de l'armée de ligne, le jaune (couleur de l'Empereur) étant la distinctive de la garde impériale, corps d'élite chargé de la protection de la personne et des palais de l'Empereur, qui ne prit aucune part directe aux différents conflits à l'inverse des gardes monarchiques européennes.
Le début du XXe siècle vit enfin une timide ébauche de modernisation de l'armée impériale à l'initiative de quelques dignitaires progressistes, le modèle prussien et l'équipement germano-autrichien étant alors à la mode depuis la victoire de 1871, comme l'illustrent les photos 6 (Fusil autrichien Mannlicher Mod.1890 en service dans l'armée impériale et qui sera encore en service dans les années de guerre civile postérieures à la chute de l'Empire) et 7.

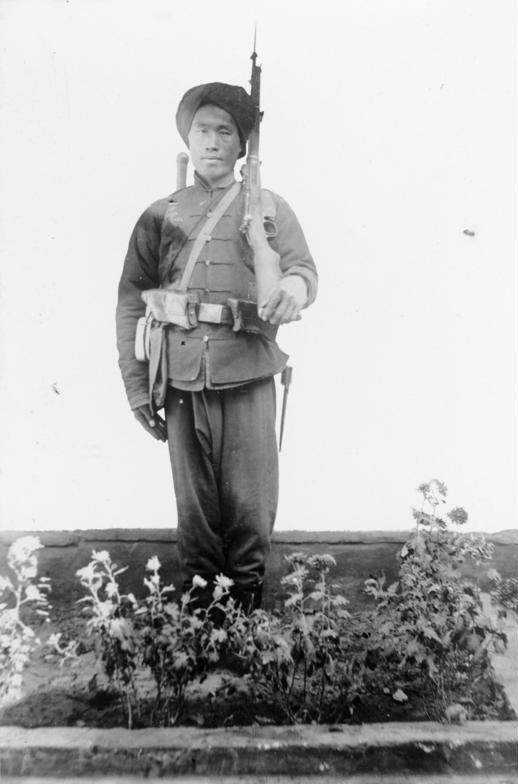
Photo 5. Soldat régulier de l'armée impériale au début du XXe siècle
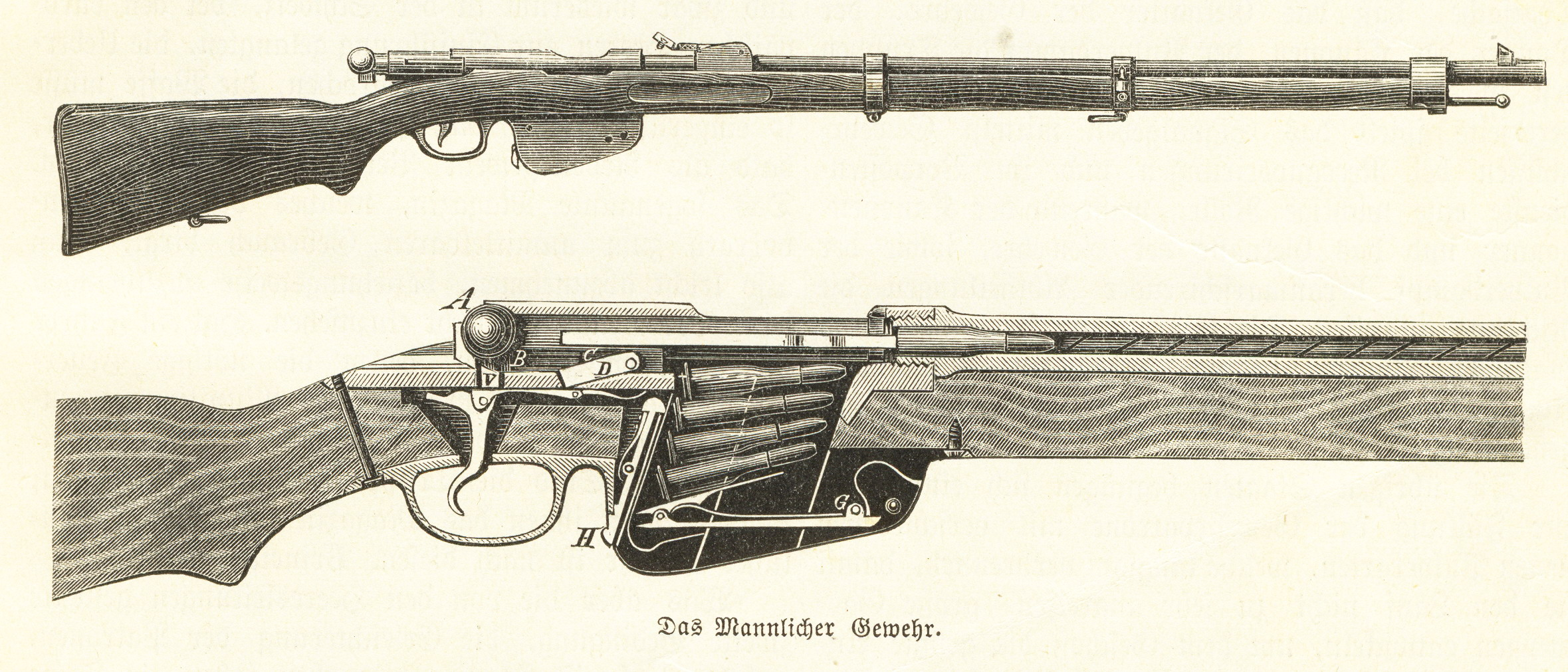
Photo 6. Fusil autrichien Mannlicher Mod.1890.
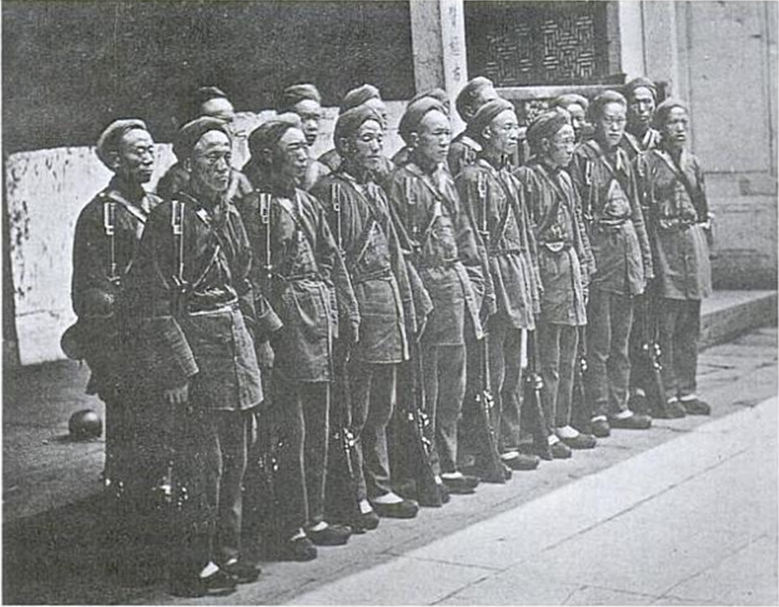
Photo 8. Soldats impériaux entraînés à l'européenne dans les années 1867-1868.

- La guerre franco-chinoise de 1884-85.

Cinquante ans après la première guerre de l'opium et après avoir pourtant dû faire appel aux armées françaises et britanniques pour venir à bout de Taiping (cf. infra), l'armée impériale présente toujours le même aspect qu'au début du siècle : tenues vestimentaires surannées, équipement et armement disparate techniquement dépassé, organisation bureaucratique inefficace du commandement. Les photos 1&2 donnent certes une image d'Épinal d'un lointain conflit «exotique» mais les uniformes chinois anachroniques ainsi représentés sont parfaitement conformes à la réalité, comme en témoigne la photo suivante.

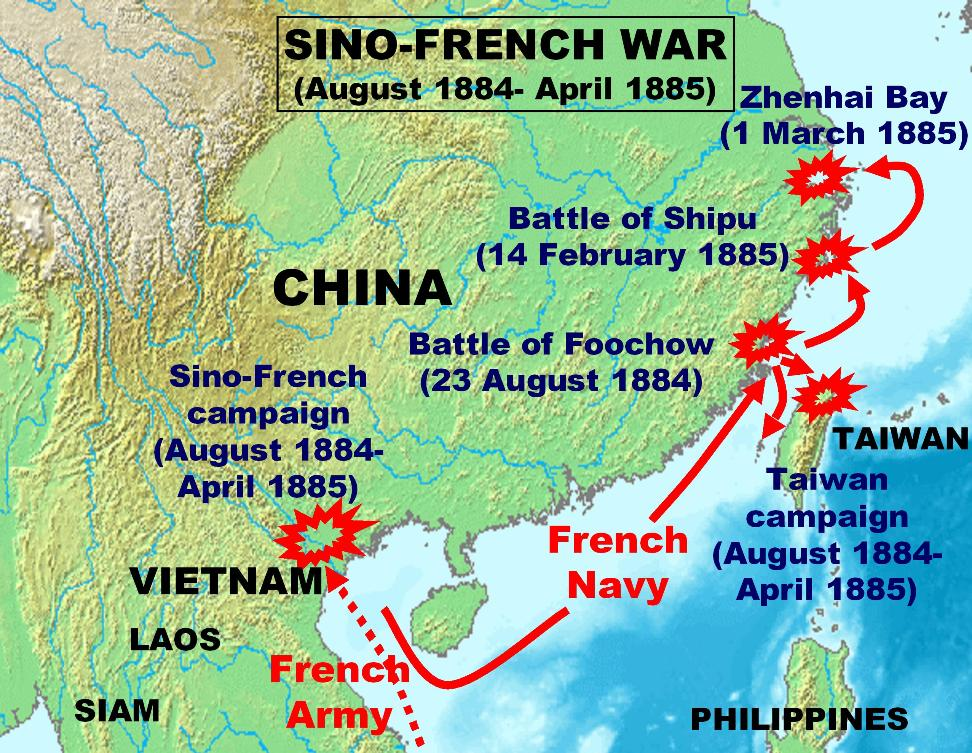
Carte des opérations
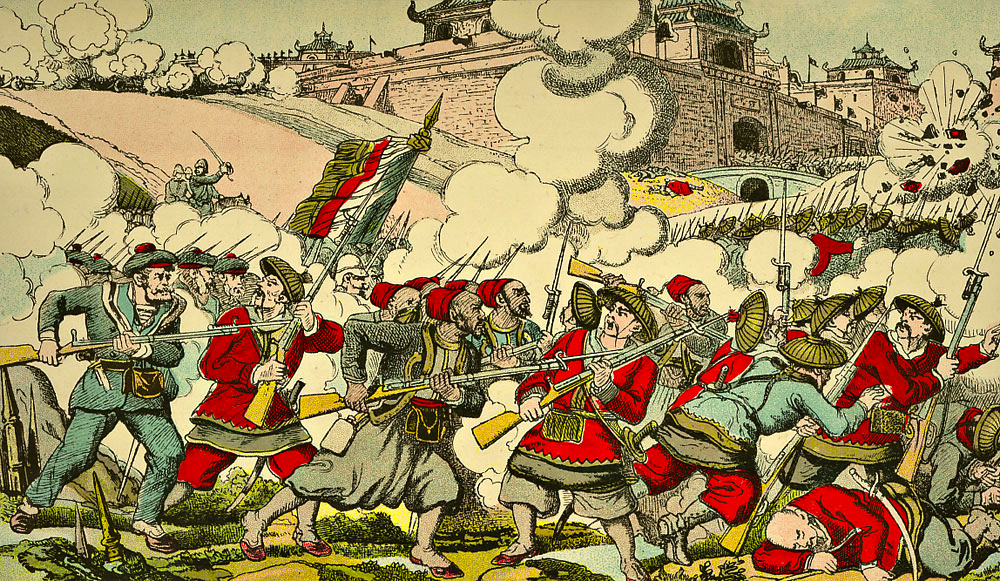
Photo 1. Guerre franco-chinoise 1881-85
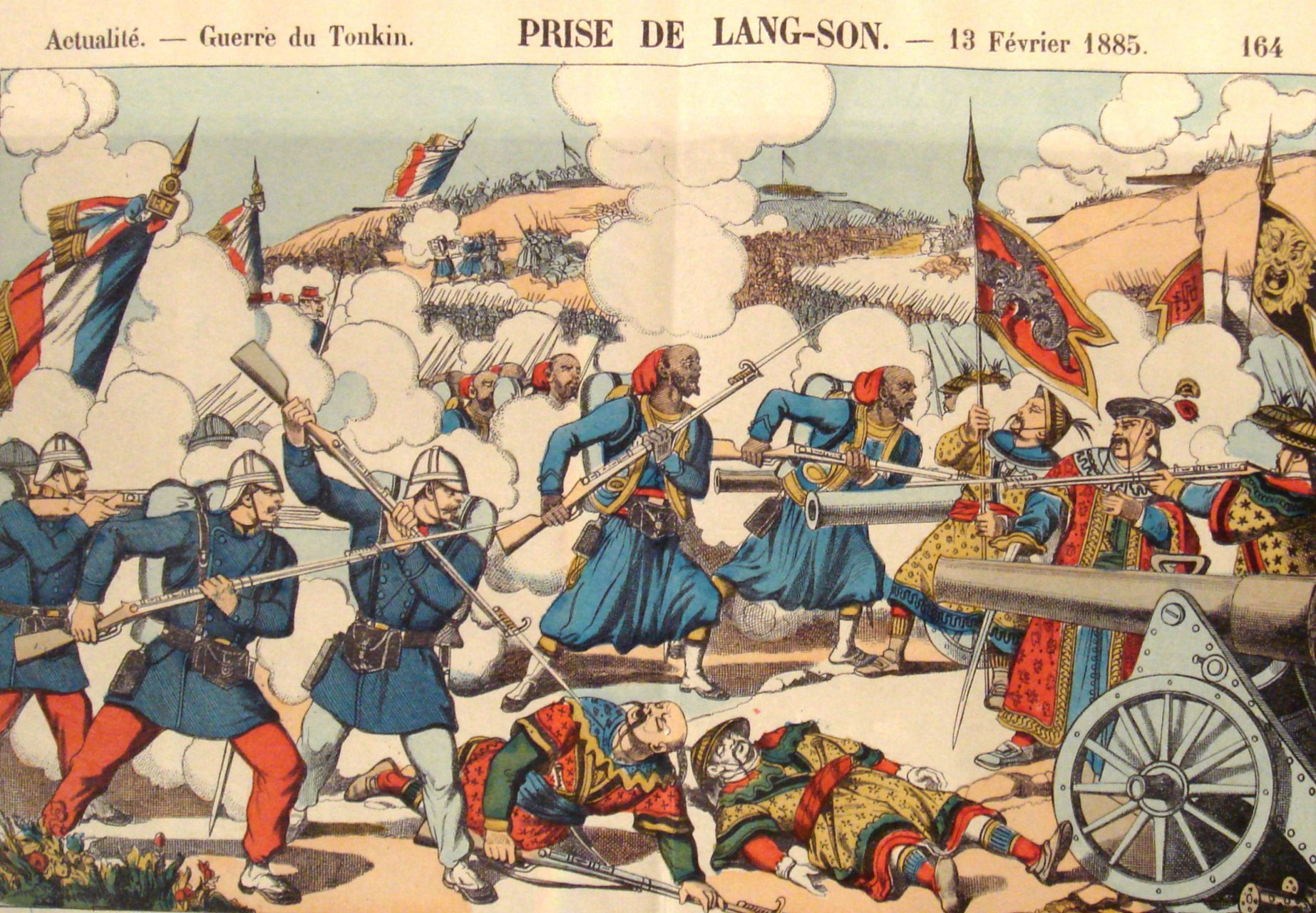
Photo 2. Image d'Épinal d'un conflit exotique
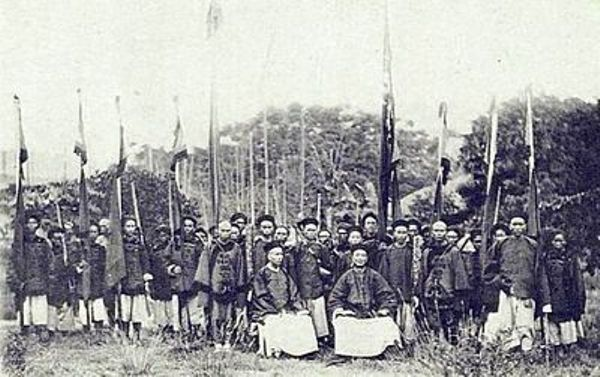
Photo 3. L'armée impériale pendant la guerre franco-chinoise

- Première guerre sino-japonaise 1894-95.

Dix ans plus tard, la Chine impériale se retrouve de nouveau entraînée dans une guerre perdue d'avance face à un adversaire techniquement supérieur : le Japon. Celui-ci n'a cependant entrepris sa modernisation militaire qu'une vingtaine d'années plus tôt, époque où ses armées féodales ressemblaient techniquement, par bien des aspects, à celle du Céleste Empire.

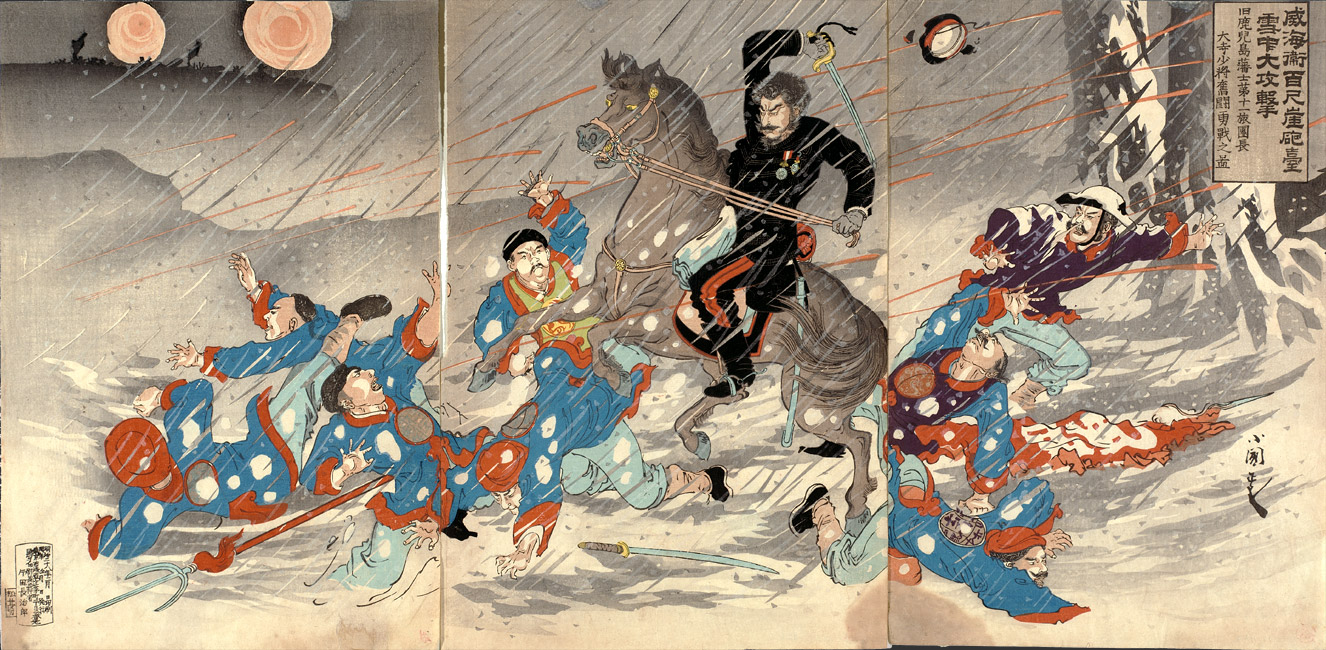
Photo 1. Première guerre sino-japonaise 1894-95
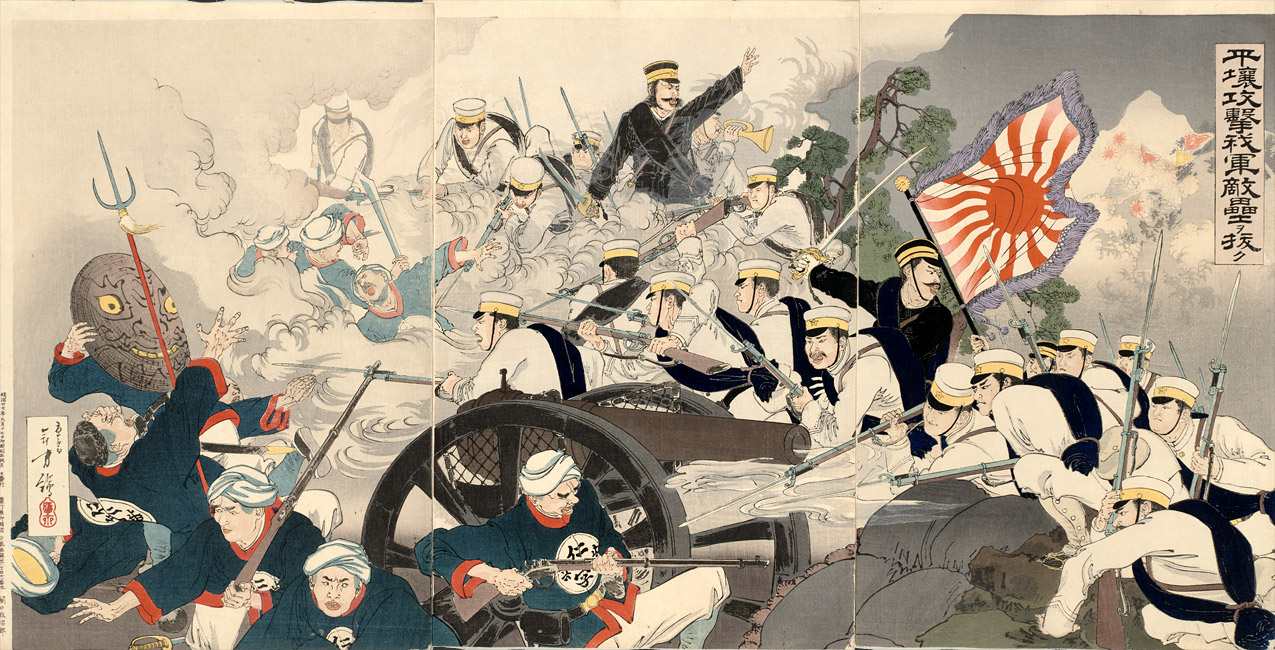
Photo 2. Première guerre sino-japonaise 1894-95
Photo 3. Guerre sino-japonaise : reddition de notables chinois

### Irréguliers et Boxers

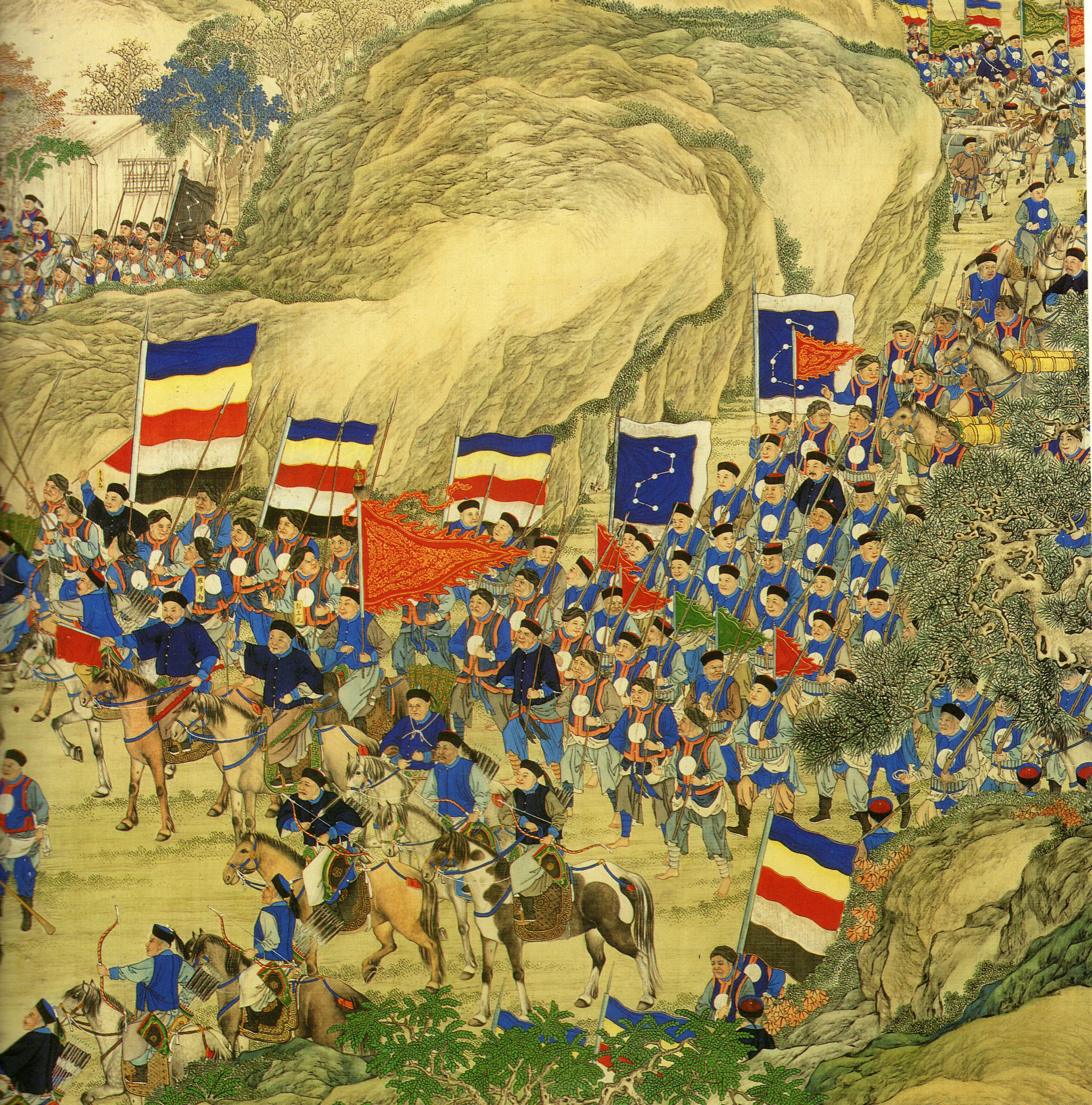
Détail de la Suppression de la rébellion Taiping, Encre et couleurs sur soie, vers 1860.

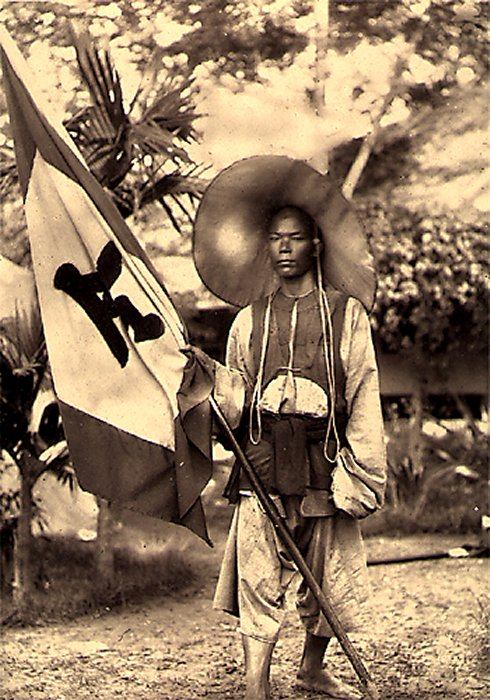
Pavillon Noir chinois en Indochine - 1885.

- Révolte Taiping (1851–66)[5]

Le mouvement insurrectionnel Taiping débuta avec la création de la Société des Dévots - Pai Shang-ti Hui - dans la province du Kwangsi en 1846. Malade et mentalement instable, son fondateur Hung Hsiu-ch'uan - membre d'une secte protestante - « découvrit » dans ses visions qu'il était le jeune frère du Christ appelé par Dieu à devenir le nouveau souverain de droit divin de l'Empire. Il échafauda alors un curieux syncrétisme du christianisme et de la doctrine traditionnelle de Confucius, promettant à ses disciples l'avènement d'un «Royaume céleste de la Grande Paix» destiné à durer mille ans. Sa secte - désormais plus connue sous le nom de T'ai P'ing (ou Taiping),  secte de la Grande pureté  - gagna dès lors de plus en plus de fidèles, déterminés à installer à la tête du pays une dynastie chinoise au lieu des empereurs Qing originaires de Mandchourie, une région à moitié barbare aux yeux des Hans (Chinois de souche ou Vrais Chinois). Par la même occasion, ils sont décidés à instaurer en Chine une société socialement plus juste et plus égalitaire, fondée sur un partage des terres, l'émancipation des femmes et à chasser également les exploiteurs occidentaux. Le 19 mars 1853, une troupe de «rebelles aux cheveux longs» - surnom que leur vaut le fait qu'ils rejettent le port humiliant de la natte imposé par les empereurs de la dynastie Qing - s'empare de Nankin, la prestigieuse capitale de la Chine du sud, sur le fleuve Yangzi Jiang. La situation de guerre civile qui résultat de ce soulèvement populaire dura une quinzaine d'années, impliquant près de 10 millions de combattants et plus de 600 cités, villes, bourgs et places fortes qui changèrent maintes fois de mains - un conflit qui causa entre 20 et 30 millions de morts. Ce seront finalement les Français et les Anglais sous le commandement du général Gordon qui vont sauver les Mandchous, mais au prix d'une nouvelle humiliation, la « Seconde guerre de l'opium », conclue par la convention de Pékin le 24 octobre 1860. Ne disposant que d'un armement traditionnel, conduits par des chefs incompétents qui n'hésitent pas à s'entretuer sous l'autorité d'un illuminé mentalement instable, les Taipings sont méthodiquement refoulés. Le 11 mai 1864, la prise de la citadelle de Changchow par le général Gordon marque la fin du soulèvement. Le 19 juillet 1864, Nankin est reprise par l'armée impériale. 100 000 rebelles sont passés au fil de l'épée tandis que leur chef se suicide en avalant de l'or. Finalement vaincue, une partie de l'armée Taiping passa au Tonkin où elle sévit sous le nom de Pavillons noirs avant d'être définitivement éradiquée par les troupes françaises d'Indochine.
- Révolte des Boxers (1899-1901)

Au tournant des XIXe et XXe siècles, après une succession de défaites militaires, de révoltes sanglantes et d'ingérences militaires étrangères, corrompu et incapable de se réformer, l'Empire du Milieu a virtuellement cessé d'exister en tant qu'état souverain et indépendant[réf. nécessaire]. Dès 1899, une nouvelle société secrète nationaliste d'inspiration politico-religieuse, les « Yi he tuan » (Milices de la justice et de la concorde), ou « Yi he quan » (Poings de la justice et de la concorde), appelle au retour des valeurs traditionnelles et à la révolte armée contre les puissances tutélaires étrangères. Les Boxers sortirent de l'ombre rapidement, prêchant ouvertement dans les rues sous le slogan « Renversons les Qing, détruisons les étrangers ». L'impératrice douairière Cixi, qui vient d'écarter du trône le jeune empereur réformateur Guangxu en le reléguant dans la Cité Interdite, mise secrètement sur cette révolte comme moyen de restaurer l'autorité évanescente de la dynastie Qing. En 1900, les Boxers se révoltent ouvertement, s'en prenant aux étrangers et aux Chinois convertis - taxés de collaboration avec ceux-ci - et gagnant le soutien officiel du gouvernement impérial qui déclare la guerre aux Occidentaux. Mais l'écrasement militaire de cette flambée de nationalisme chinois ne servira qu’à étendre plus encore la mainmise étrangère sur le pays et à finalement sonner le glas de la dynastie mandchoue des Qing.

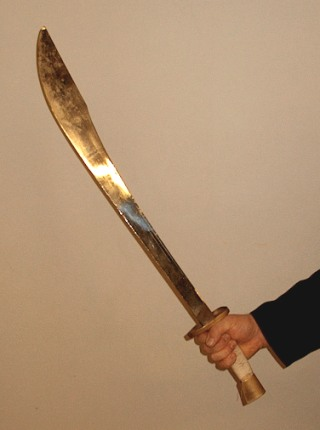
Sabre traditionnel Dao

- Iconographie

Prônant le retour aux valeurs traditionnelles séculaires de la Chine, les Boxers avaient d'emblée banni l'usage d'armes et d'équipement militaire « étrangers », les dirigeants du mouvement ayant convaincu les adeptes de la secte que la pratique des arts martiaux les protégerait de leurs effets. L'armée des Boxers ressemble dès lors dans son aspect et son armement à celle qu'affrontèrent les Britanniques lors de la guerre de 1832 ou à celle des Taipings cinquante ans plus tôt. Militairement, les Boxers étaient vaguement organisés en grandes unités faisant référence aux vieilles traditions animistes-confucianistes (Eau, Terre, Feu...), de grandes bannières colorées et imprimées faisant office d'étendards de ralliement et de moyens de communication. Les photos 1, 2 et 3 infra rendent de manière particulièrement fidèle l'aspect de ces combattants et de leur armement et notamment de l'arc mongol - considéré comme une arme divine - déjà évoqué plus haut (Photo 3). Cette arme extrêmement puissante, construite à partir de bois, de corne et de tendons de bœufs assemblés au moyen de résines naturelles, exigeait de grandes compétences techniques tant dans le chef de l'artisan qui le fabriquait que dans celui de l'archer. Son usage et sa tradition remontent à la plus haute Antiquité et sa fabrication (en trois versions dont une de cavalerie) fut codifiée par l'empereur Kien Long au XVIIIe siècle, époque où les armées européennes n'utilisaient plus que des armes à feu. La photo no 4 surprend par contre par l'aspect très moderne des combattants : il s'agit fort probablement de soldats d'une des rares unités « modernisées » de l'armée impériale ralliés à la révolte. Ces unités présentaient en effet ce mélange de traditionalisme vestimentaire et de modernité de l'équipement individuel. Dans ce cas, l'uniforme est sans doute bleu de Prusse et le turban noir, les fusils étant des Mannlichers autrichiens, des Mausers allemand ou leur copie chinoise (cf. infra). L'homme à l'avant-plan est lui armé d'un grand cimeterre - arme traditionnelle des bourreaux - qui restera en service jusqu'à la fin de la guerre civile en 1949 !

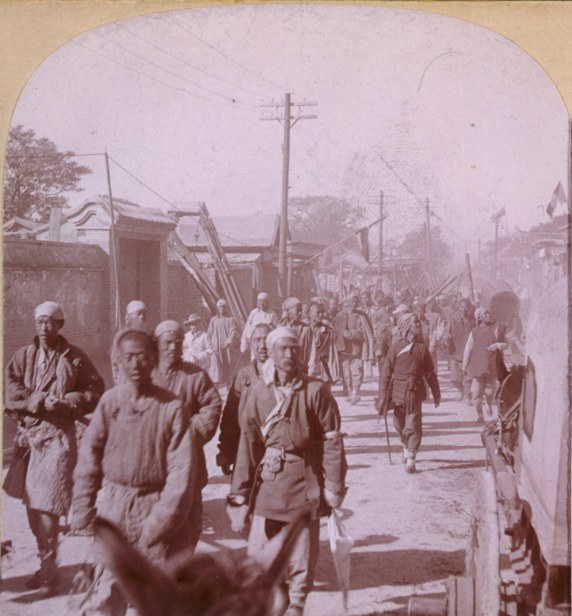
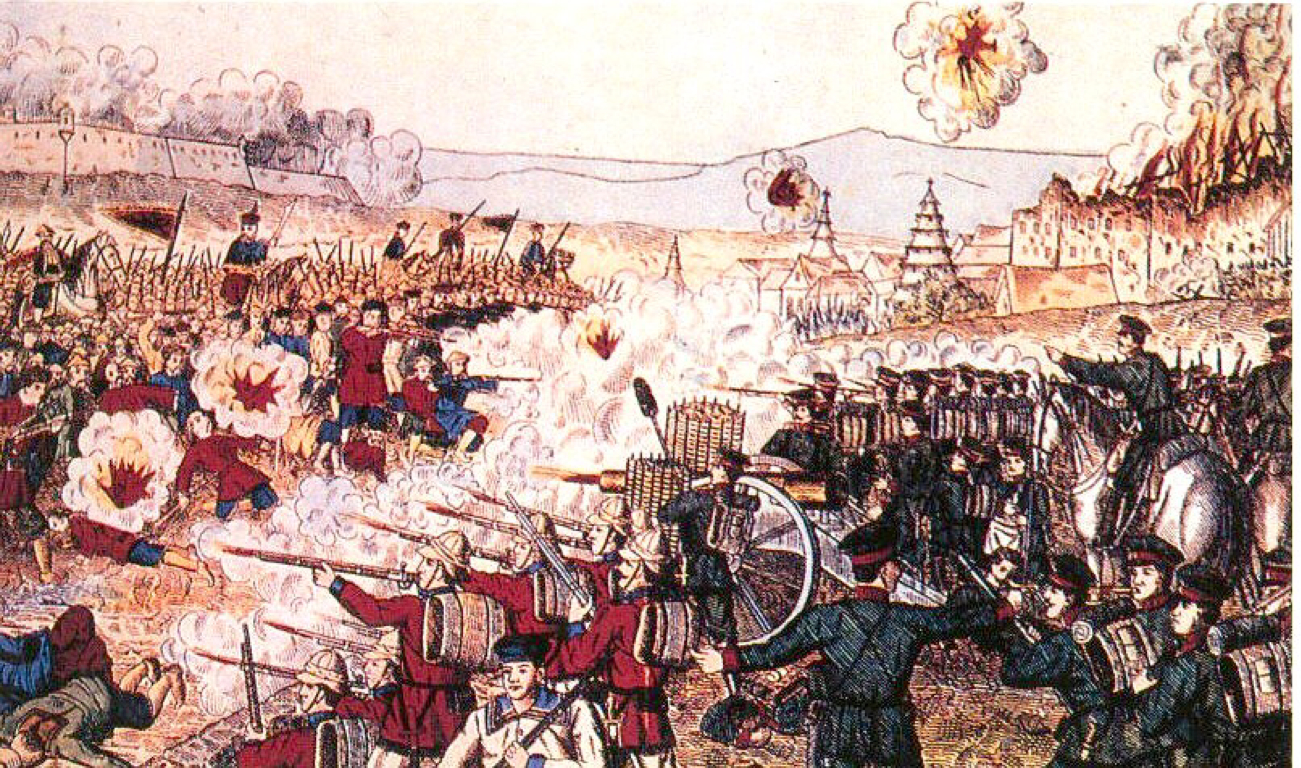
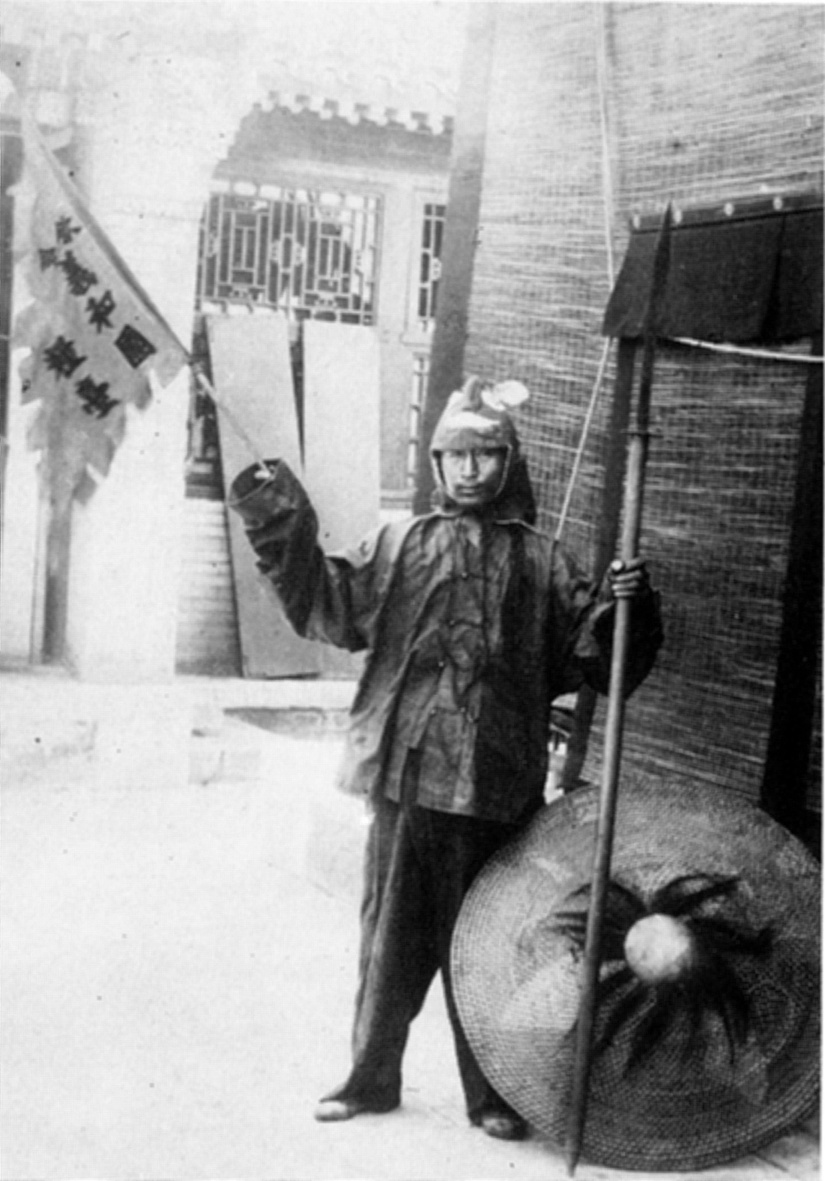
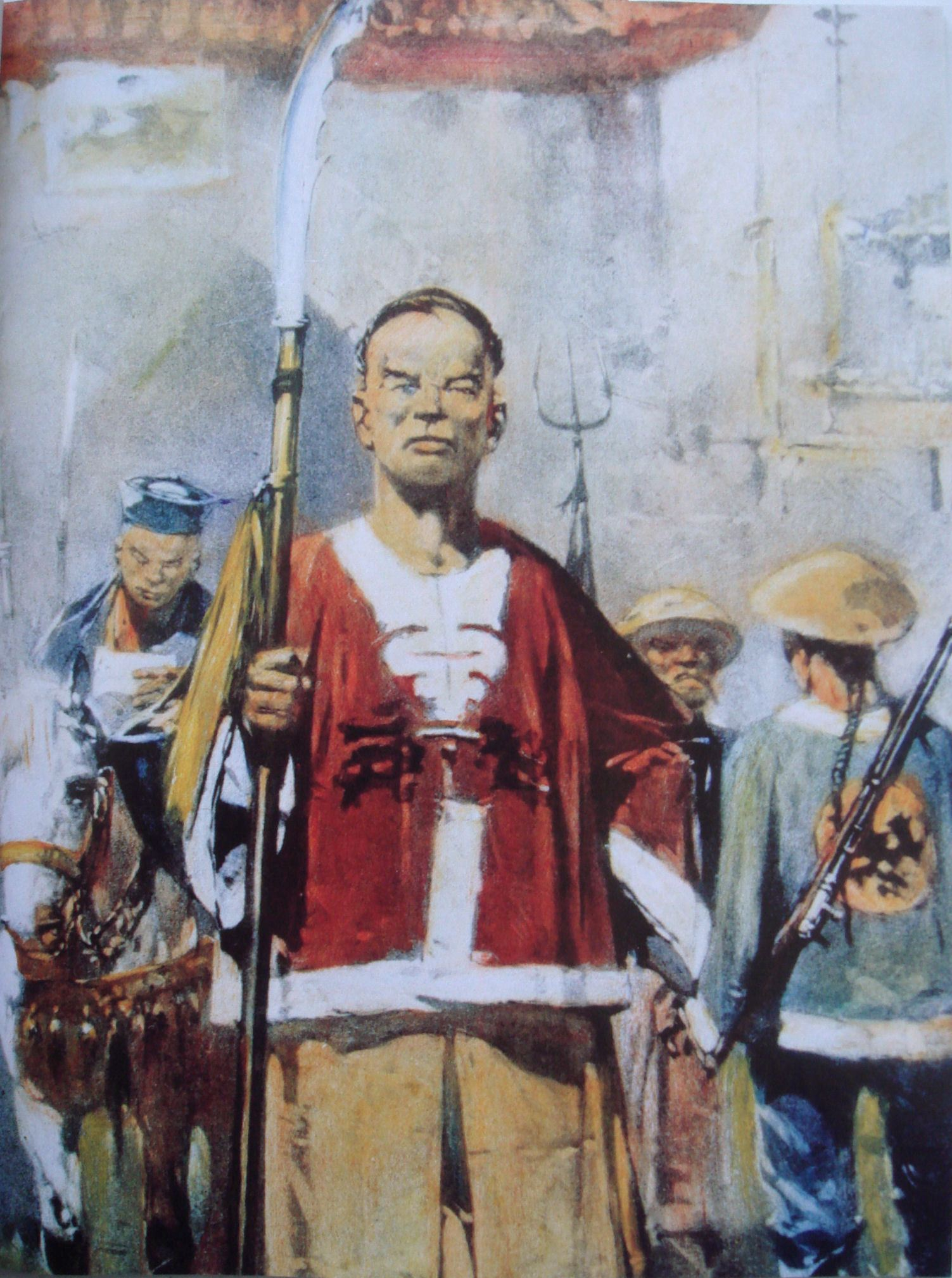

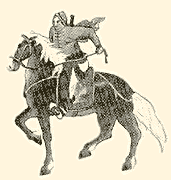
Photo 1. Tsao Fu tien, un des dirigeants de la révolte
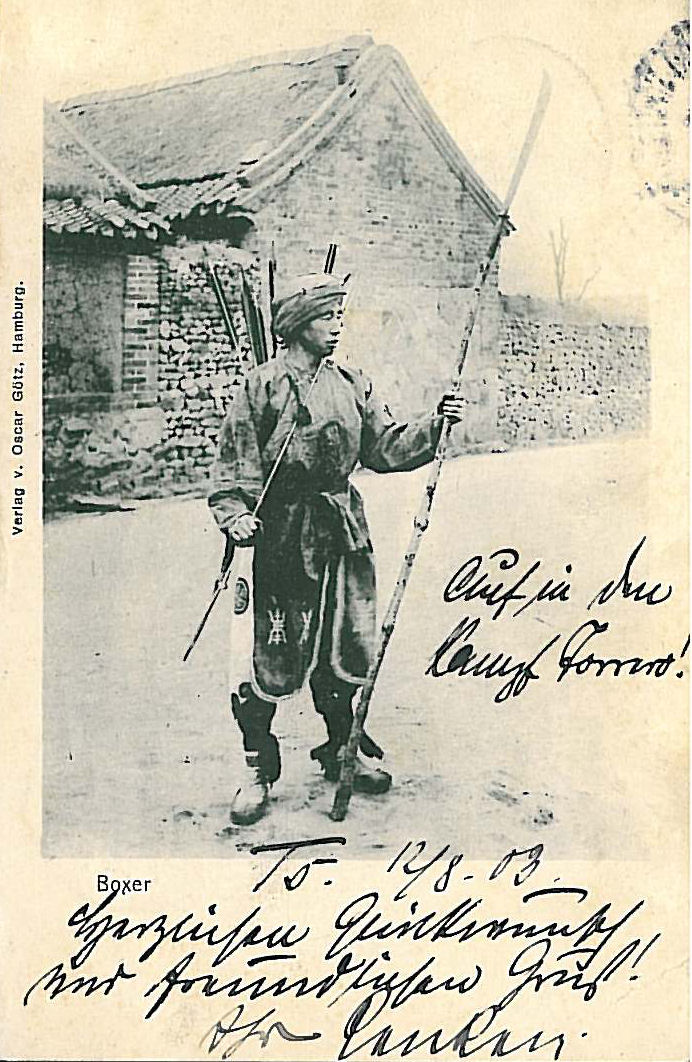
Photo 2. Figure typique de Boxer
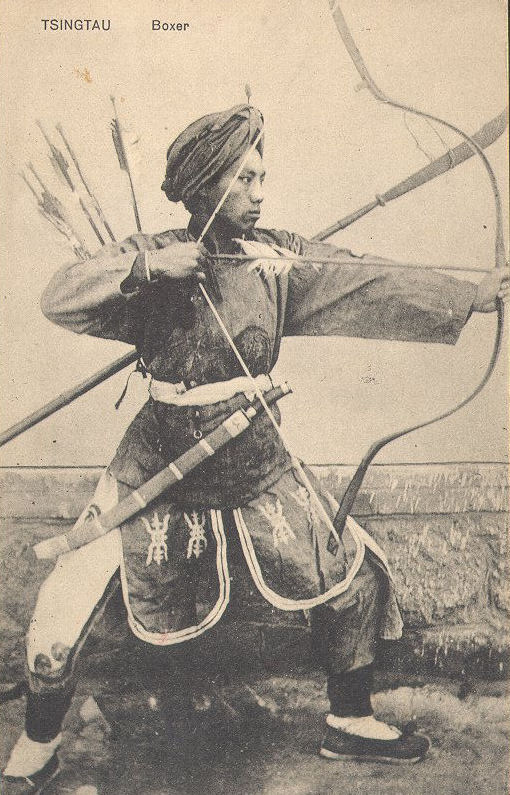
Photo 3. Cf. texte
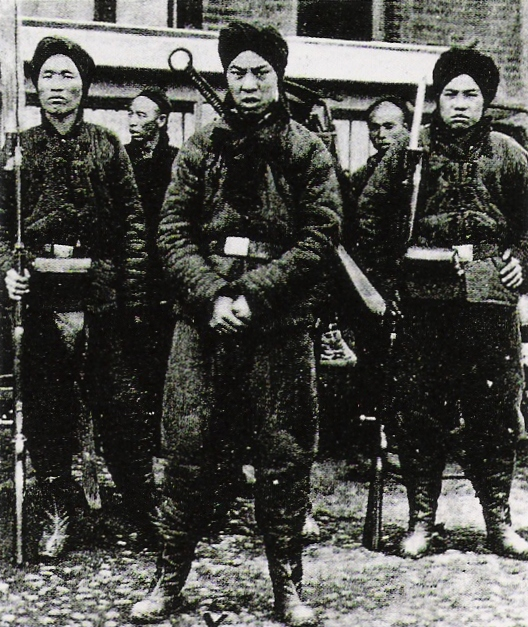
Photo 4. Cf. texte

## Deuxième période: de l'avènement de la République à la deuxième guerre sino-japonaise (1911-1937)

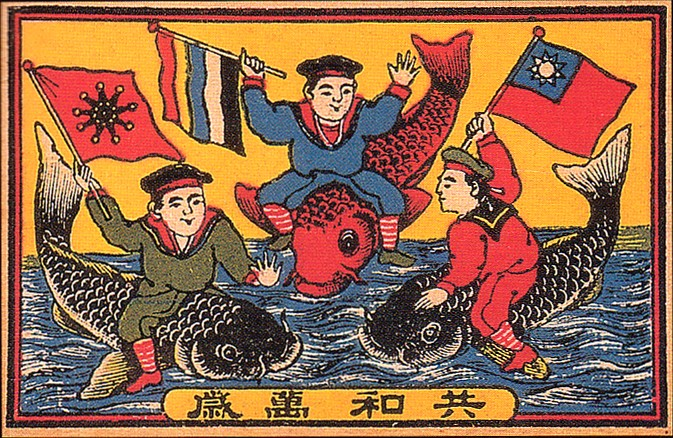
Drapeau de la République (au centre) encadré par ceux de l'armée (gauche) et du KMT (droite)

Détail du drapeau de l'armée républicaine (1911-1928)

En 1908, l'empereur en titre Guangxu et l'impératrice douairière Cixi meurent. Le jeune héritier au trône, Pu Yi, n'ayant que trois ans, le second Prince Chun devient régent mais de nouvelles rivalités éclatent entre diverses factions pour le contrôle du pouvoir. En 1911, Sun Yat Sen, à la tête du Kuomintang (KMT) ou Guomingdang (GMD), parvient à soulever la Chine du Sud et à rallier une partie de l'armée, des élites progressistes bourgeoises et des provinces. La première république - république de Nankin - est proclamée en 1912, l'empereur abdique et Sun Yat Sen est élu président. C'est la fin de la dynastie Qing. Mais ce n'est pas pour autant le signe de la restauration de la paix civile et politique interne. Sun est contraint de partager le pouvoir avec le « président » Yuan Shikai qui vise à restaurer l'empire à son profit tandis que le nord du pays tombe sous la coupe des « seigneurs de guerre », potentats locaux, souvent anciens dignitaires militaires ou politiques provinciaux de l'époque impériale (gouvernement de Beiyang). C'est à cette époque aussi que les communistes de Mao Zedong, sortant de la clandestinité, deviennent de plus en plus actifs.
L'empereur auto-proclamé président de la République Yuan Shikai meurt le 6 juin 1916. Li Yuanhong, vice-président de la république de Chine, devient chef de l'État, selon les dernières volontés (non constitutionnelles) de Yuan Shikai. Il restaure la constitution provisoire de 1912, ainsi que le parlement. Le 1er août 1916, le Kuomintang retrouve une majorité à la chambre et la République est définitivement rétablie sous l'autorité de Sun Yat Sen mais l'autorité centrale chinoise est néanmoins fortement affaiblie et l'armée elle-même est divisée.
Sun et ensuite son successeur Tchang Kaï-chek entreprennent de restaurer l'unité militaire du pays en fondant l'Armée révolutionnaire nationale et en entrant, avec l'aide des communistes, en campagne contre les seigneurs de guerre. Mais en 1927, à l'issue de la campagne du Nord, communistes et républicains nationalistes entrent à leur tour en conflit et une nouvelle situation de guerre civile s'installe à nouveau. Profitant du chaos, le Japon, toujours soucieux d'étendre ses intérêts coloniaux en Chine, devient dès le débuts des années 1930 un nouvel acteur prépondérant de l'imbroglio politico-militaire chinois. Utilisant la Corée qu'ils occupent depuis 1895 comme « base arrière », les Japonais prennent le contrôle de la Mandchourie chinoise : l'État client « manchou » du Mandchoukuo est créé et Pu Yi y est restauré empereur tout en restant sous le contrôle du pouvoir japonais[réf. souhaitée].

### La République et les seigneurs de la guerre

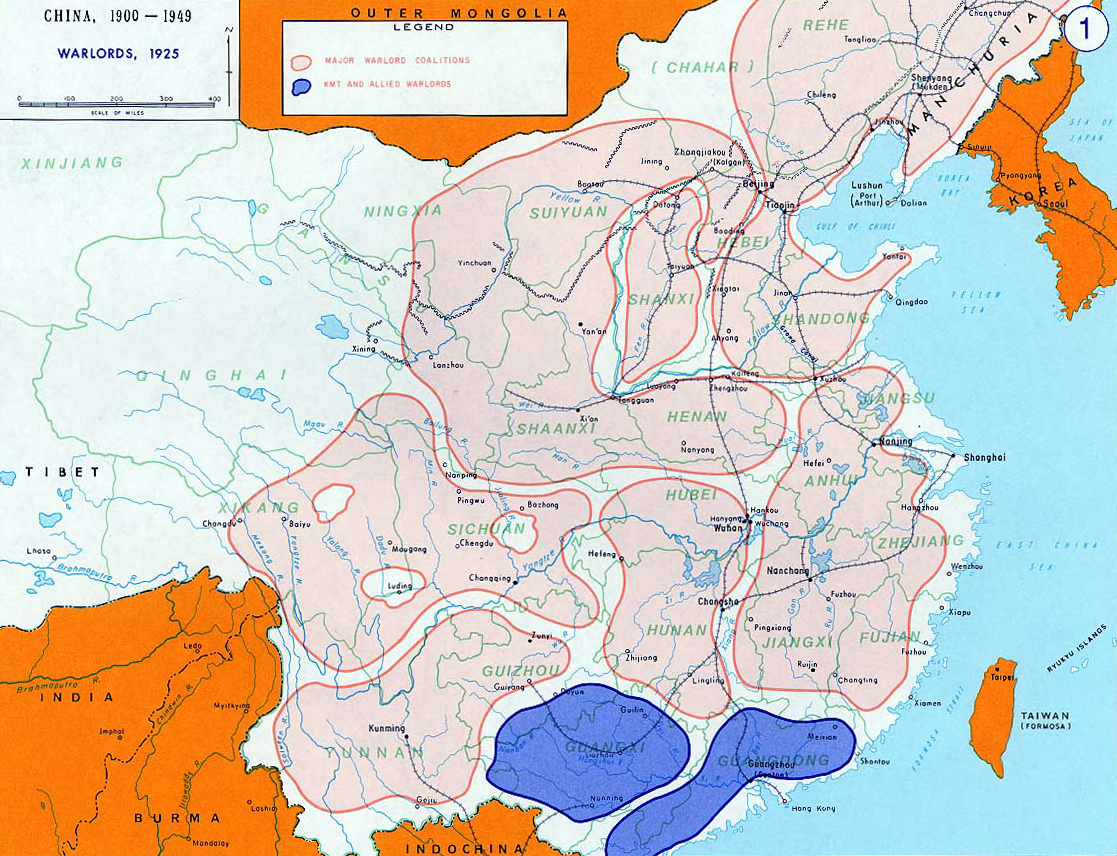
Carte des zones d'influence des seigneurs de guerre chinois en 1925.

Drapeau de la République chinoise 1912-28.

Les unités « européanisées » - le plus souvent à l'initiative de leurs commandants - de la défunte armée impériale constituèrent le noyau de l'armée de la toute jeune république chinoise, certains de ses dignitaires, comme Yuan Shikai (1859-1916), jouant aussi d'ailleurs un rôle politique prépondérant dans celle-ci comme évoqué plus haut. C'est l'époque où l'influence allemande se fait encore fortement sentir, le modèle prussien ayant fait largement école dans le monde à la fin du XIXe siècle (eg en Amérique latine et au Japon) après la victoire de 1871 et du fait également de l'importante présence économique allemande en Chine.
Avec l'instauration de la République, l'armée chinoise va définitivement s'équiper à l'européenne et son uniforme va passer du bleu foncé au gris vert en 1918. Après 1918, c'est encore l'Allemagne qui prend en charge l'entraînement et l'équipement de l'Armée chinoise pour quelques années. Privée d'armée par le traité de Versailles, condamnée au versement d'exorbitantes indemnités de guerre et disposant d'énormes quantités de matériel datant de la Première Guerre mondiale et de son complexe militaro-industriel toujours intact, l'Allemagne se lance en effet à cette époque dans un vaste programme d'assistance militaire international aux nations émergentes (Asie, Amérique latine, États baltes...) pour pouvoir permettre l'entrée de devises étrangères, tenter de soutenir un peu son économie plus que vacillante et financer les dommages de guerre. L'avènement des puissances fascistes en Europe (Italie (1922) puis Allemagne (1933)) et la création consécutive du pacte anti-Komintern amèneront l'Italie et le IIIe Reich à devenir à leur tour fournisseurs et conseillers militaires de l'armée républicaine - qui avait aussi bénéficié au début des années 1920 du soutien de l'URSS ! La France et dans une moindre mesure les États-Unis - qui avaient eux aussi d'importants intérêts en Chine à l'époque - contribuèrent également à l'armement des forces armées républicaines (notamment des forces aériennes). Tant et si bien que l'arsenal de l'armée chinoise ressemble à l'époque à un véritable catalogue de l'armement occidental, blindés russes côtoyant canons et fusils allemands, mitrailleuses Browning américaines, chenillettes italiennes ou françaises, casques Adrien et Stahlhelm M1935,.. et même fusils mitrailleurs ZB-26 tchécoslovaques ! Toujours à court d'équipement, certains soldats seront encore pourtant armés de cimeterres traditionnels (cf. supra), de piques voire de simples lances en bambous.
Très souvent « sponsorisés » par de grandes compagnies étrangères ayant d'importants intérêts en Chine (chemins de fer, mines, etc.) et eux aussi clients des fournisseurs allemands, les seigneurs de guerre bénéficient comparativement d'un bien meilleur équipement que l'armée républicaine (trains blindés, artillerie et même parfois aviation) au début des années 1920 même si dans ces armées privées, la «piétaille» est encore aussi bien souvent équipée d'armes blanches traditionnelles. Certaines de ses armées bénéficiaient aussi de l'expérience d'anciens Russes blancs recrutés à la fin de la guerre civile russe.
- Chronologie 1911-1937[14]

Nouveau drapeau de l'armée républicaine.

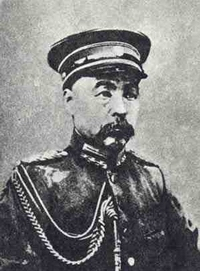
Feng Guozhang, ancien officier de l'armée impériale, vice-président de la République qui combattit les seigneurs de guerre dans les années qui suivirent la Première Guerre mondiale.

- 1908 Décès de Xinci et de l'empereur Guangxu
- 1911 Révolte républicaine de Wuchang
- 1911-1913 Sun Yat-sen et Yuan Shikai se partagent le pouvoir
- 1913 La Deuxième révolution de Sun Yat-sen échoue, Yuan Shikai tente de restaurer l'Empire à son profit
- 1916 Mort de Yuan Shikai - les provinces tombent aux mains de seigneurs de guerre
- 1917 Sun fonde un gouvernement républicain du sud à Canton
- 1920 confrontation entre deux « cliques » de seigneurs de guerre (An-fu vaincue par Chihli)
- 1923 arrivée des premiers conseillers soviétiques du KMT à Canton
- 1924 Seconde confrontations de cliques rivales (Chihli contre Fengtien)
- 1925 Mort de Sun Yat-sen
- 1926 Début de l'expédition du Nord contre les seigneurs de guerre
- 1927 rupture du front uni KMT-Communistes
- 1928 Chang Tso-lin, un des derniers seigneurs de guerre, est assassiné par ses sponsors japonais
- 1929-1930 Chang Kai-shek consolide son pouvoir en éliminant le seigneur de guerre chrétien Feng Yu-hsiang
- 1930-1931 Campagnes de Kiangsi contre le soviet maoïste. En septembre 1931, le Japon envahit la Manchourie.
- 1932 Création de l'État du Manchukuo
- 1934 Début de la Longue Marche des troupes communistes
- 1936 Tchang Kaï-chek est enlevé par les communistes à Shansi et contraint de signer un pacte d'alliance anti-japonais
- 1937 Incident du pont Marco-Polo : début de la seconde guerre sino-japonaise[15]

Iconographie
- L'Armée nationale révolutionnaire.
  - Photo 1 : Naissance du soulèvement républicain : le 10 octobre 1911, le soulèvement de Wuchang marque le début de la révolution chinoise, qui conduit l'avènement de la République sous la direction de Sun Yat-sen. Le drapeau des insurgés deviendra ensuite celui de l'armée républicaine(cfr supra) jusqu'en 1928.
  - Photos 2&3 : Types d'uniformes précoces de l'ARN. Tenues et képi en coton kaki (version été), fusils Hanyang de fabrication indigène, équipement en cuir complété d'accessoires civils. Ces soldats portent sur le dos un large sombrero en paille tressée. Les photos sont datées des années 1920.
  - Photo 4 : Document plus tardif des années 1930. Le képi a été remplacé pas une casquette de coton pour la troupe. Ces soldats portent des scandales en paille tressée. L'intendance défaillante de l'armée républicaine a toujours contraint le combattant à recourir à de multiples expédients ou à vivre sur le pays en s'équipant de matériel et vêtements civils.

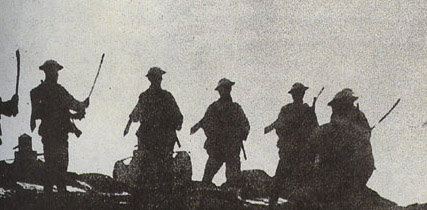
Photo 1
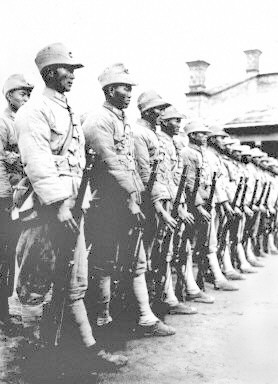
Photo 2
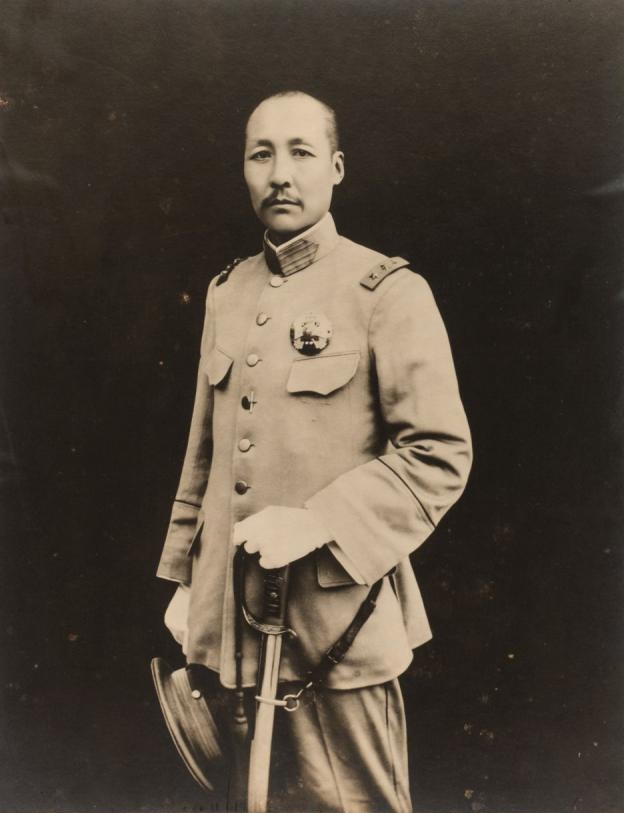
Photo 3
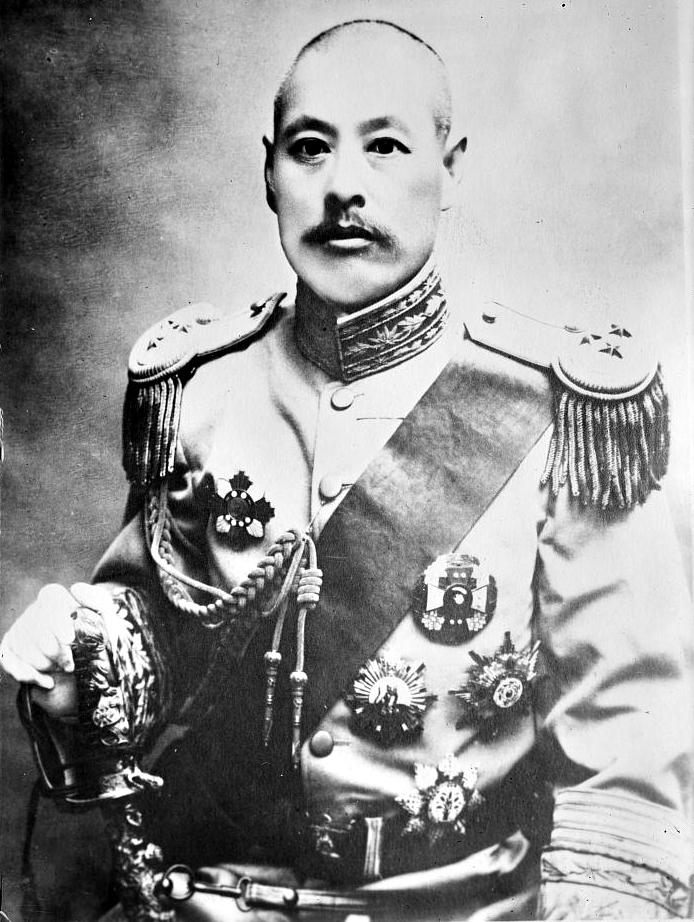
Photo 4

- Les seigneurs de guerre.
  - Photo 1 : Combattants chinois sur la Grande Muraille appartenant probablement à une armée privée. Ils sont armés du cimeterre Dao traditionnel.
  - Photo 2 : Combattants de l'armée privée du seigneur Sun Chuanfang se préparant à défendre Shanghai en 1927 contre l'armée républicaine. Ils portent la coiffure typique de cette armée et sont équipés de fusils Hanyang 88 de la défunte armée impériale. On notera le port d'espadrilles que les soldats chinois ont toujours préférées aux souliers, godillots et bottes. Le brêlage est en coton tissé. Ces troupes, financées par les trésors de guerre des seigneurs, donnent une meilleure image que les soldats républicains souvent misérablement accoutrés.
  - Photo 3 : Le seigneur de guerre Sun Chuanfang en grand uniforme.
  - Photo 4 : Le seigneur de guerre Wu Pei Fu en grand uniforme. Son armée déployée dans la région de Wuchang était l'une des meilleures armées privées des années 1920 - elle alignait plusieurs semi-chenillés Citroën-Kégresse rendues célèbres par la Croisière Jaune - mais elle finit par capituler face aux troupes républicaines supérieures en nombre.

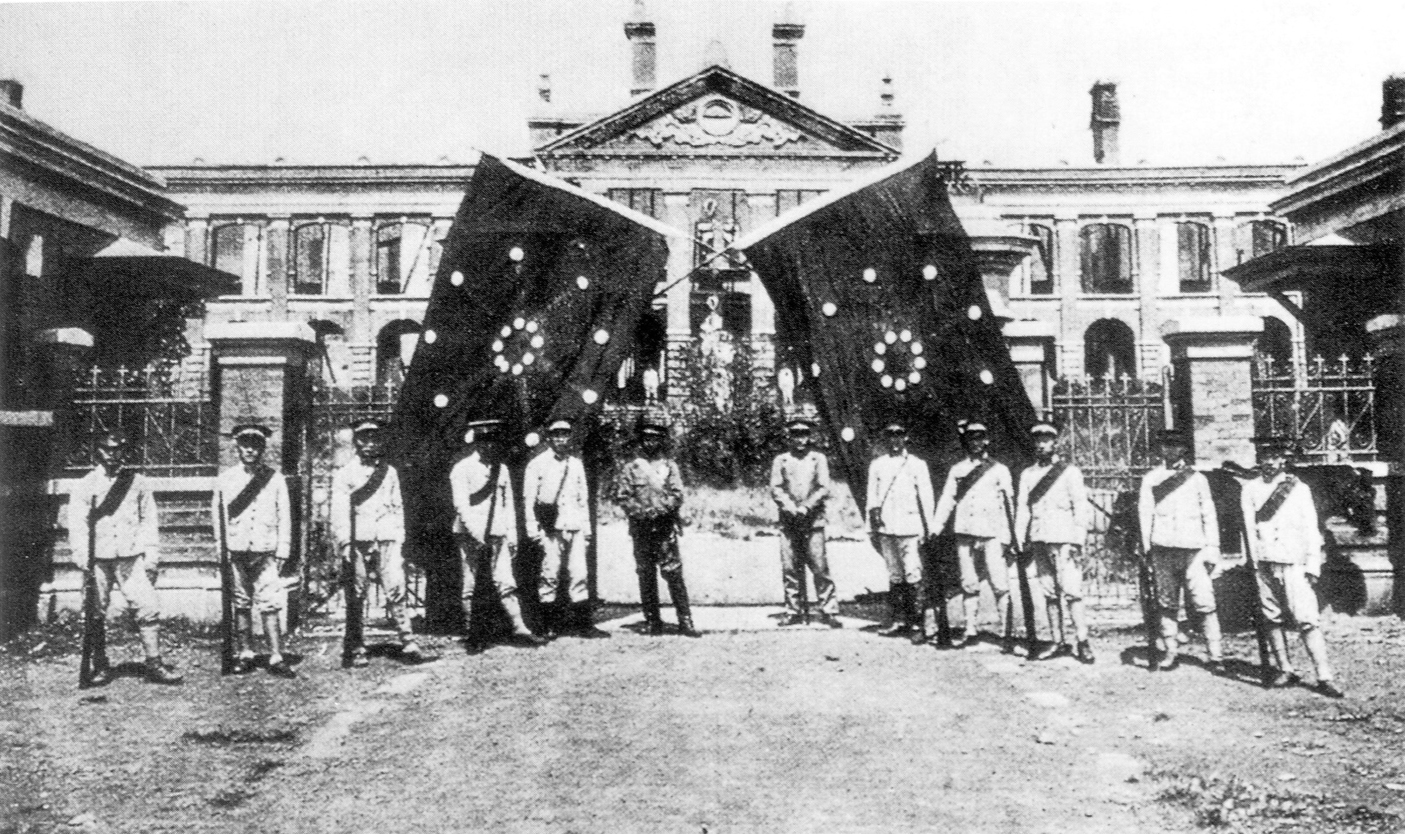
Photo 1
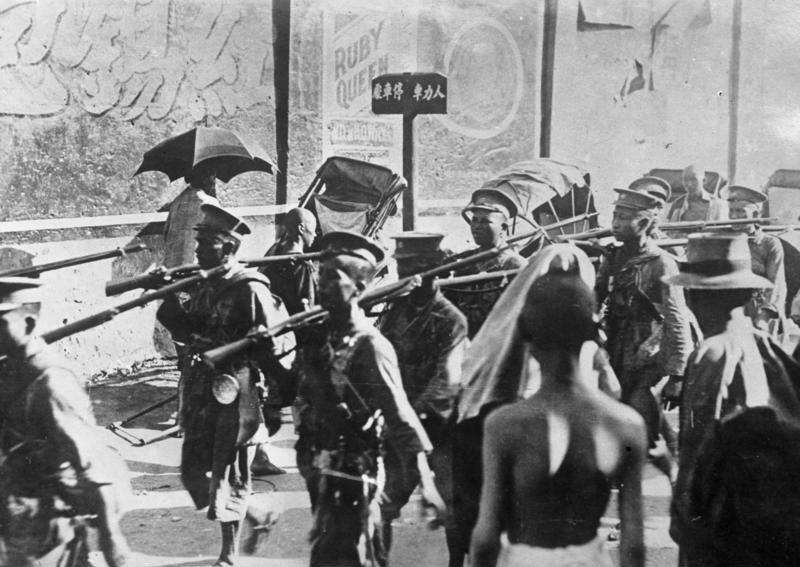
Photo 2
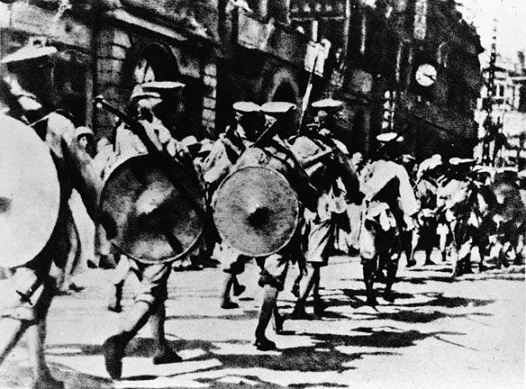
Photo 3
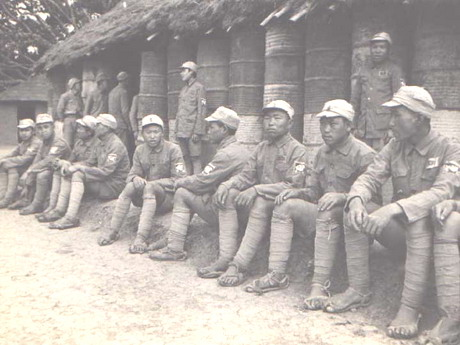
Photo 4

### L'Armée nationale révolutionnaire

Étoile républicaine : insigne de coiffure.

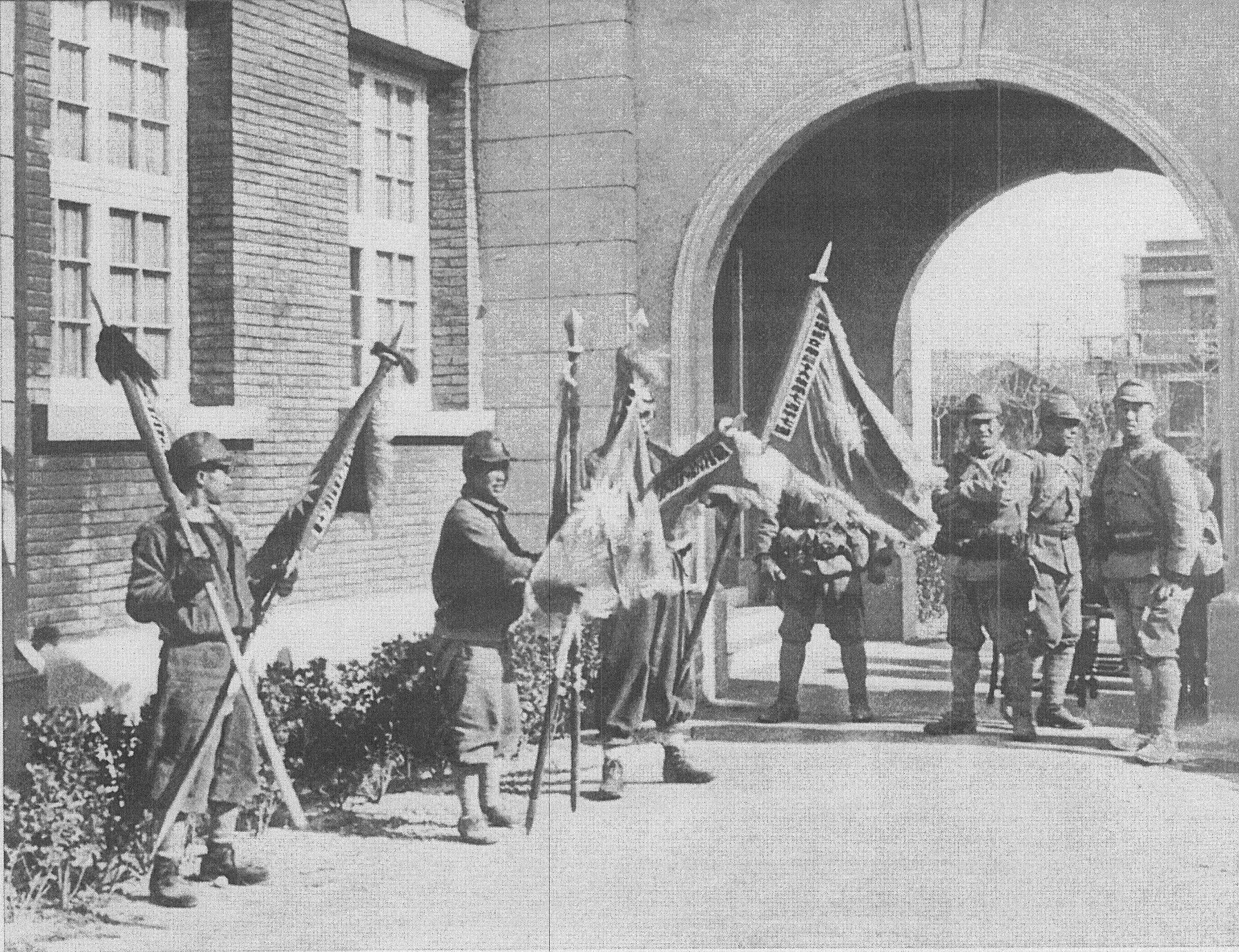
Photo 8
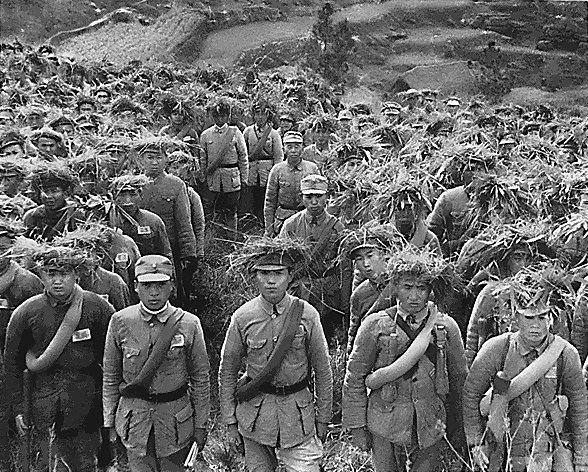
Photo 9
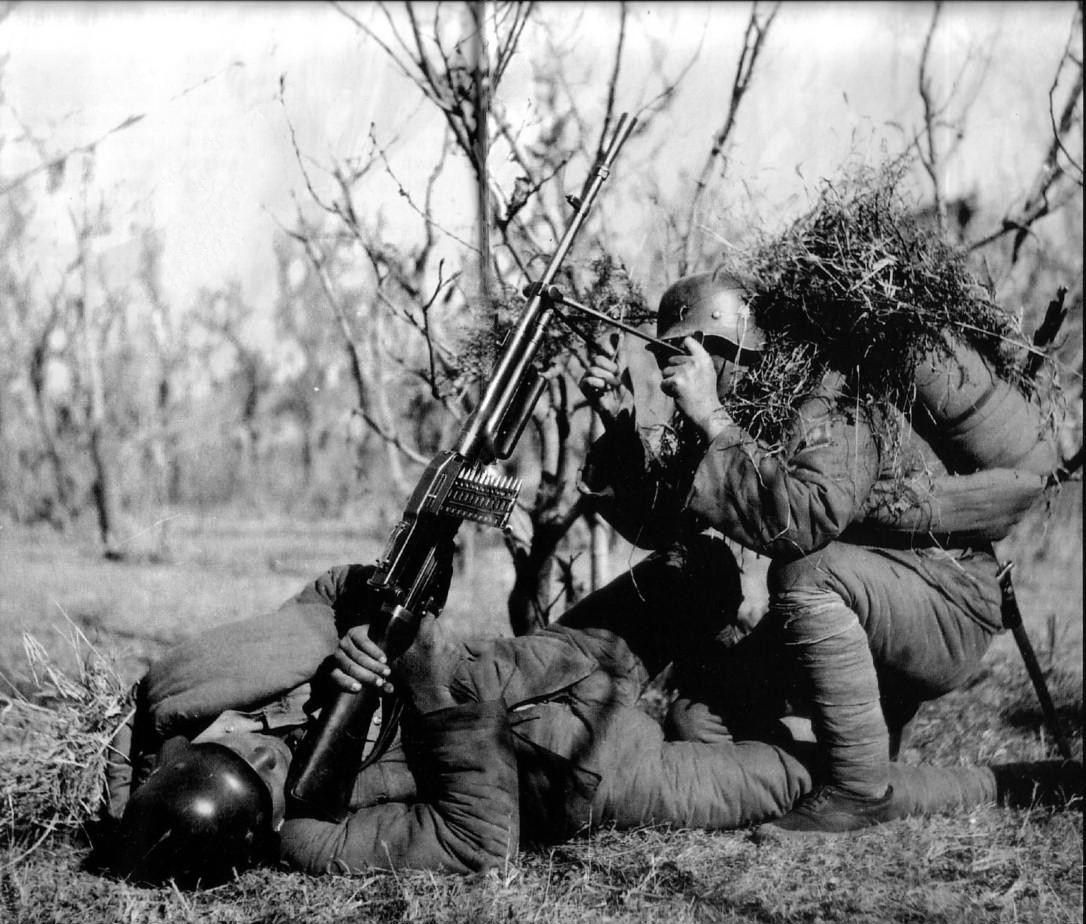
Photo 10

Quand éclate le soulèvement de Wuchang qui aboutira à l'instauration de la République, l'armée rebelle compte quelque 800 000 hommes, étudiants, cadets des académies militaires et troupes modernisées impériales mutinées. Ceux-ci portent toujours leurs uniformes kaki, débarrassés de ses insignes impériaux qui seront remplacés sur le bandeau du képi par l'étoile républicaine en métal émaillé. Les étudiants portent leurs uniformes scolaire, mêlés d'équipement militaire en coton filé (cartouchières, etc)- équipement typique de l'armée rebelle. Une bande blanche autour du bandeau du képi les distingue des forces impériales.
1922 voit l'apparition d'un nouvel uniforme en coton pour l'ANR - désigné dans la presse comme le nouvel uniforme des guerriers de Sun Yat-sen : casquette plate kaki à bandeau noir, veste kaki avec collet droit timbré de patchs rouges, épaulettes rouges, short kaki et bandes molletières en laine noire. Le début de la campagne du Nord contre les seigneurs de guerre marquera l'introduction d'une nouvelle version brun clair avec pantalon et bandes molletières, équipement en toile, armement indigène (fusils Hanyang et sabre Dao) ou allemand (reliquat impérial ou nouveaux arrivages).
- Iconographie

Armement individuel essentiellement d'origine allemande ou indigène. Le pistolet Mauser C96 fut une arme très appréciée des cadres de l'ANR. Les vieux Mannlichers autrichiens (cfr supra) hérités de l'armée impériale restent encore en service en ces années 1920.

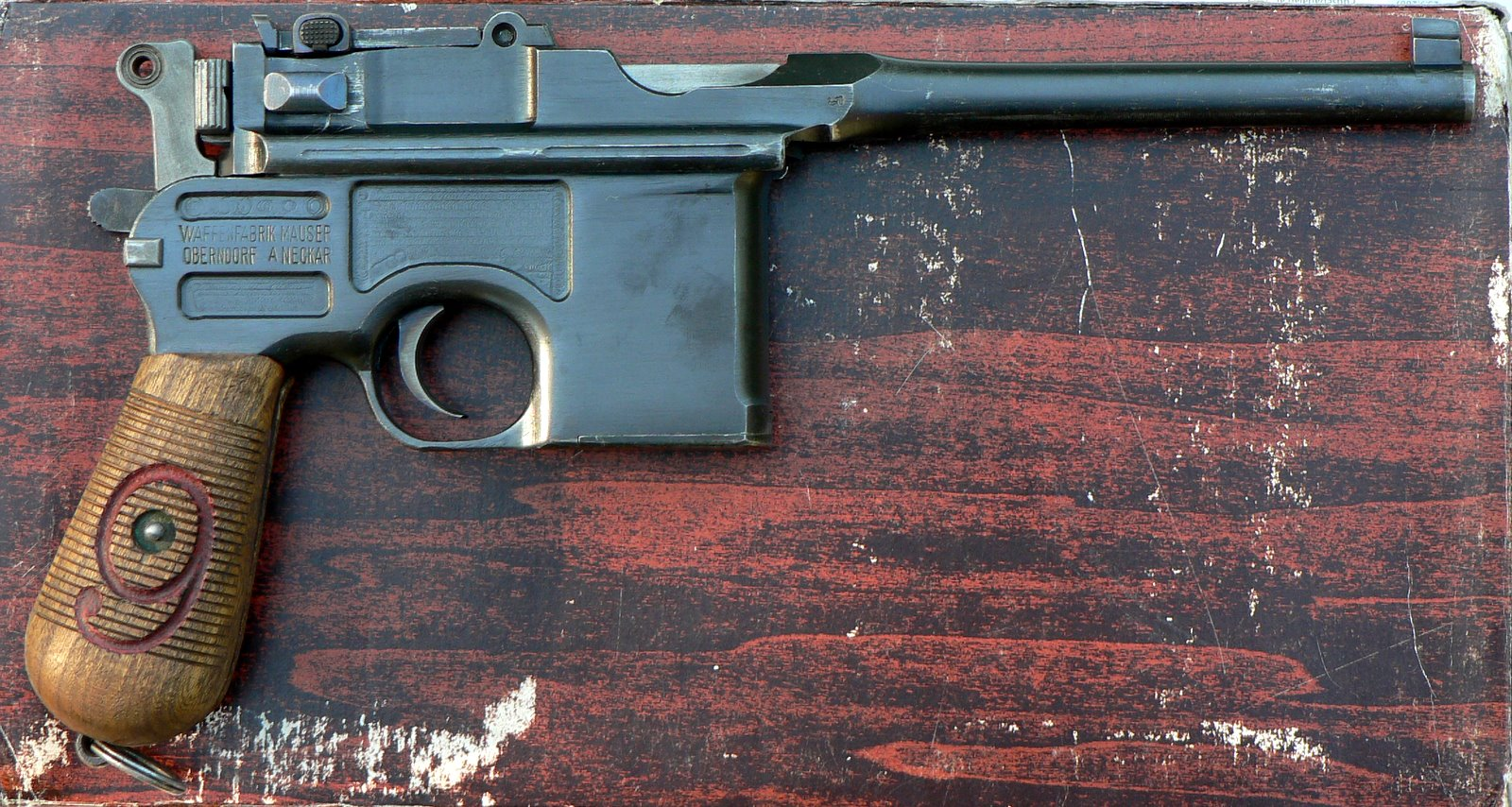
Pistolet automatique Mauser C96
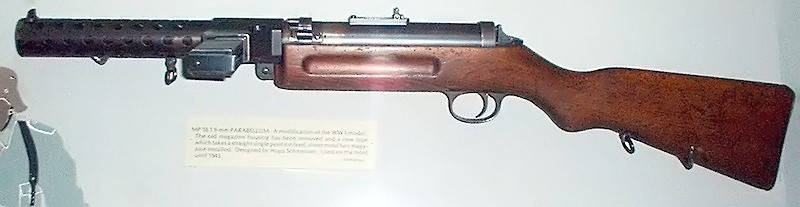
Pistolet mitrailleur allemand MP18/28
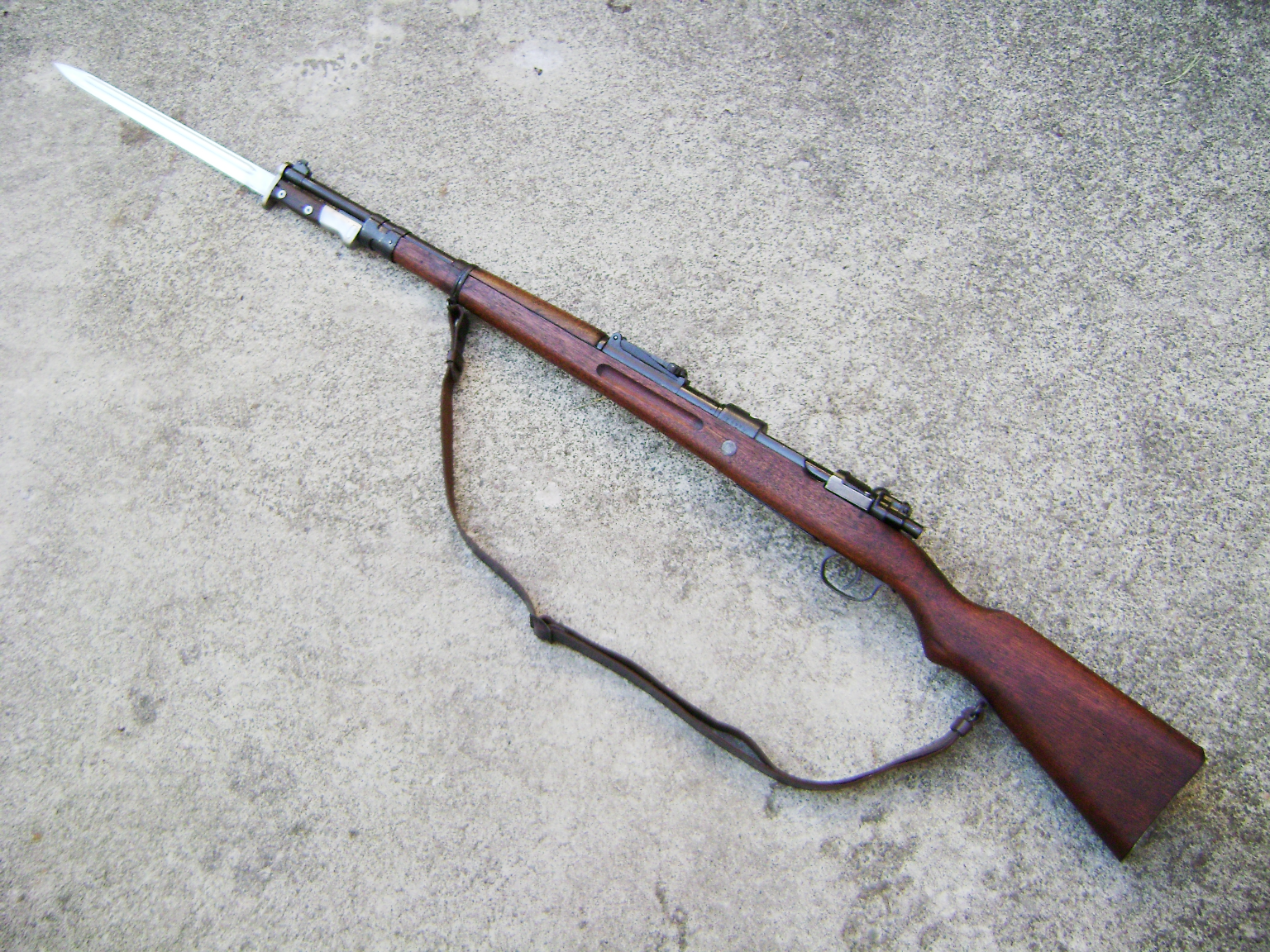
Fusil Kampfer, arme personnelle de Tchan Kai-cheik

Photo 1 : soldats de l'ANR brandissant le nouveau drapeau (cf. supra). Ils portent la version été de l'uniforme en kaki clair. La casquette à la forme particulière deviendra la coiffure typique des soldats chinois engagés dans tous les conflits jusqu'en 1949 (fin de la guerre civile) et même au sein de l'Armée populaire de libération après cette date (guerre de Corée).
Photo 2 : Deng Xiaoping, un des futurs dirigeants de l'Armée rouge puis de la République populaire, en uniforme de l'ANR. Au moment de sa fondation, celle-ci regroupait tous les courants politiques républicains. Après la rupture de 1927, la fraction communiste conservera jusqu'à l'usure les uniformes de l'ANR.
Photo 3 : cavalerie de l'ANR, peut être une unité communiste du Nord. Les écussons blancs cousus sur le haut des manches indiquent l'unité. Les cavaliers à l'arrière-plan sont en tenue civile vaguement militarisée.
Photo 4 : officier de l'ANR en tenue kaki

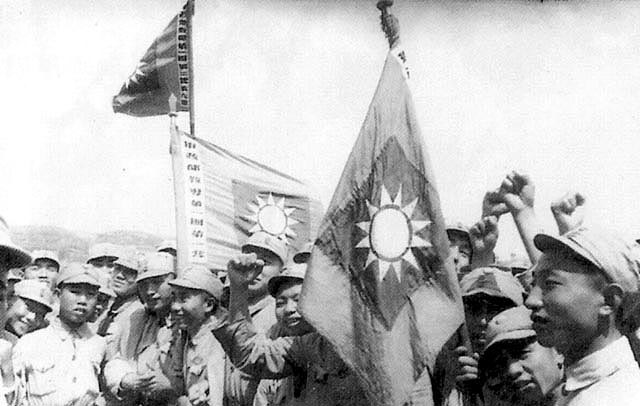
Photo 1
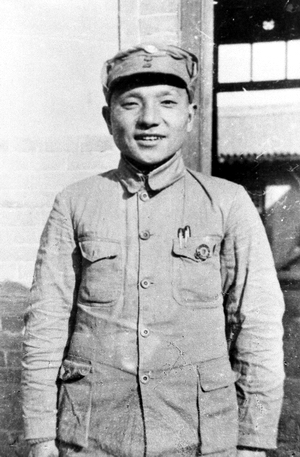
Photo 2
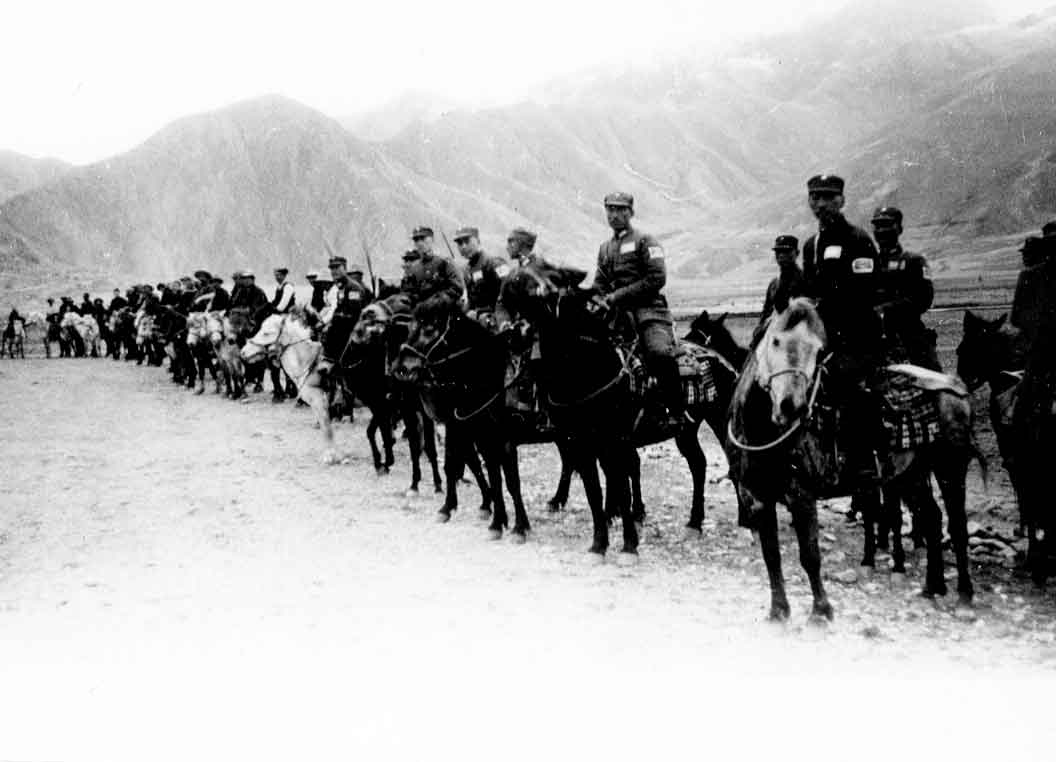
Photo 3
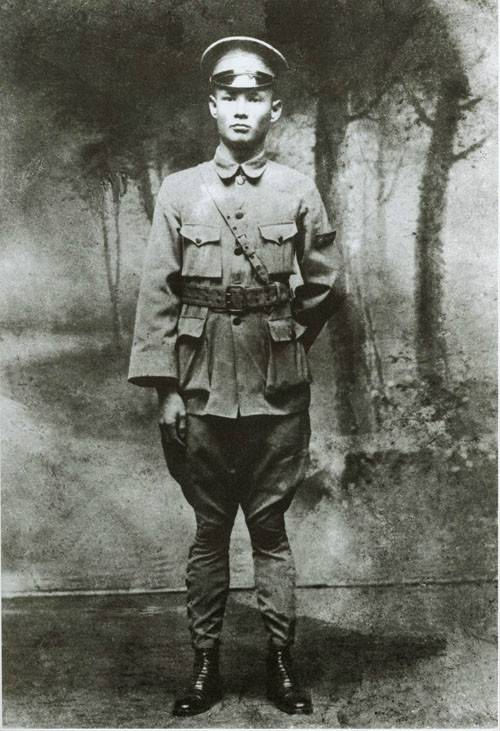
Photo 4

Série de photos posées pour la presse internationale. Sur la photo 5, les soldats sont coiffés du casque français Adrian Mod. 1916 (bombe légèrement plus volumineuse que sur le Mod. 1936 de la Seconde Guerre mondiale). Au centre du document, deux tireurs FM armés du Browning Automatic Rifle BAR ou de sa copie belge FN. L'ANR a également utilisé des FM suisses et finlandais comme le Lahti-Saloranta M/26. Sur la photo 6, ils le sont de casques US M1917 et armés du ZB 26 tchèque. Photo 7 : unité équipée à l'allemande à l'entraînement. Malgré la mauvaise qualité du document, on distingue que l'homme de tête de la file à l'avant-plan est armé d'un Mannlicher autrichien ou d'un Hanyang chinois, reconnaissable au magasin devant le pontet de la détente, et que le troisième semble l'être d'un Mauser long Mod 1898 (cf. supra).

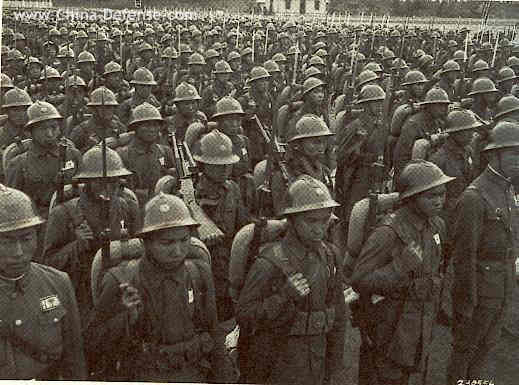
Photo 5
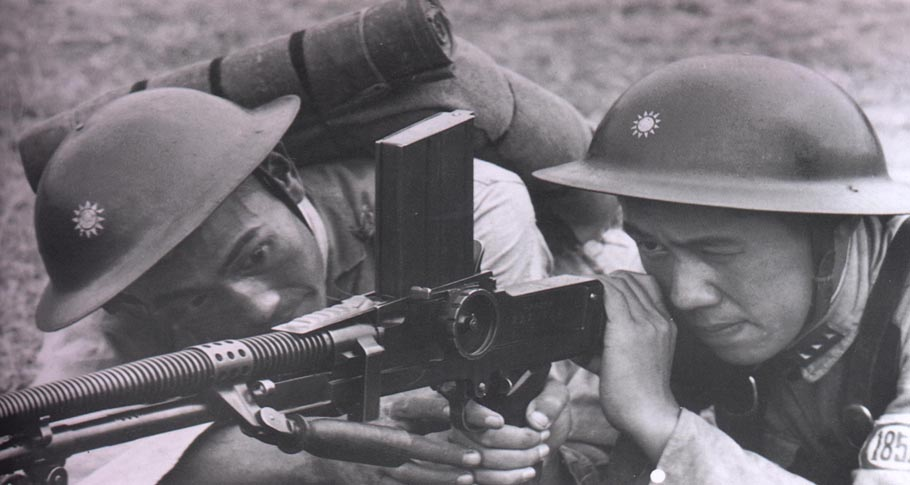
Photo 6
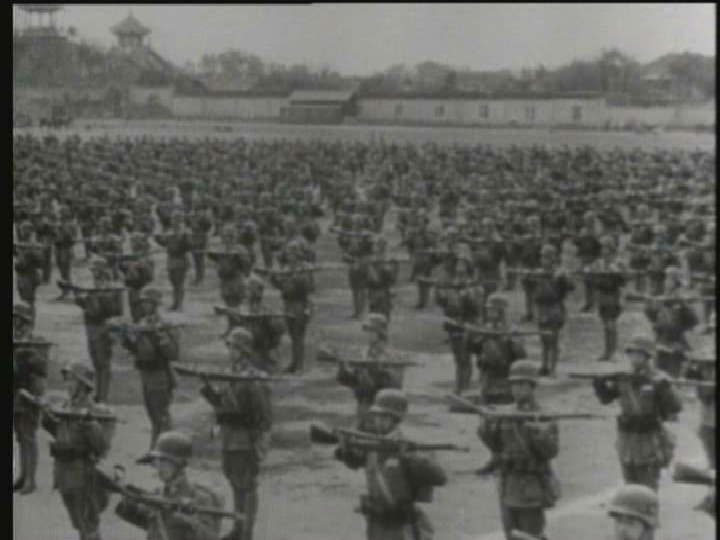
Photo 7

Photo 8 : drapeaux de l'ANR capturés par les Japonais à Nankin au début de la seconde guerre sino-japonaise.
Photo 9 : ces soldats éprouvés par les combats dénotent avec les documents présentés supra : peu d'armes sont visibles (grenades à manche allemandes portées dans des sacoches par le deuxième soldat en partant de la droite) et l'équipement comme les tenues sont passablement défraîchis.
Photo 10 : entraînement au tir antiaérien - FM de type inconnu, peut-être suisse.
- Photo 8
- Photo 9
- Photo 10

### Armée duKuomintang

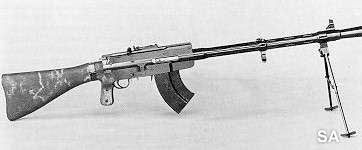
FM Lahti Saloranta M26. Ce fusil-mitrailleur finlandais fut aussi utilisé par l'ANR à 1200 exemplaires alors qu'une commande globale de 30000 a été bloquée à la suite de pressions diplomatiques.

Après la rupture avec les communistes, la branche nationaliste de l'ANR reçoit le soutien de l'Italie fasciste puis du IIIe Reich. La Tchécoslovaquie devient également un nouveau fournisseur - en particulier après l'annexion par l'Allemagne (Photo 3 : FM ZB-26 tchèque) et aussi, dans une moindre mesure à ce moment, les États-Unis.
- Iconographie

Photo 1 : Unité du KMT à l'entraînement : l'équipement est essentiellement allemand. La presque totalité de l'équipement moderne sera perdu pendant la bataille de Nanking et dans les semaines qui suivront.
Photo 2 : Combat dans les environs de Shanghai. Le soldat au centre est armé d'un FM tchèque, qui deviendra l'arme d'appui de section par excellence. Les Japonais n'hésiteront pas à retourner cette excellent fusil-mitrailleur - ancêtre du Bren Gun britannique - contre ses précédents utilisateurs chaque fois qu'ils en saisiront.
Photo 3 : Le FM ZB-26 tchèque et le Stahlhelm M35 donne à ce soldat du KMT une apparence très proche de celle de son contemporain allemand.
Photo 4 : Servants chinois d'une pièce anti-char allemande 3,7-cm PaK 36
Photo 5 : Fantassins chinois durant la bataille de Wuhan en 1938, revêtus d'un équipement d'origine allemande.

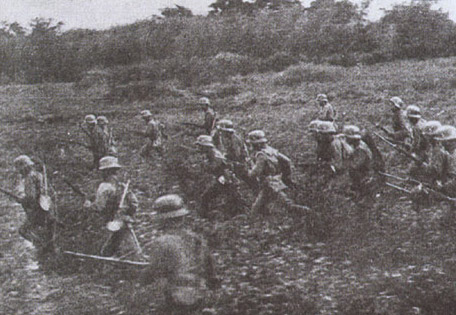
Photo 1
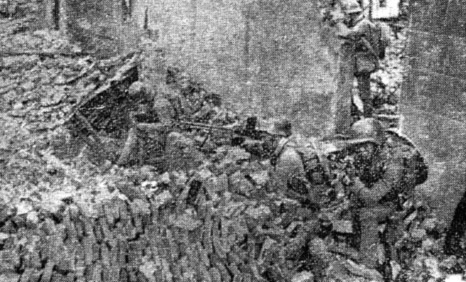
Photo 2
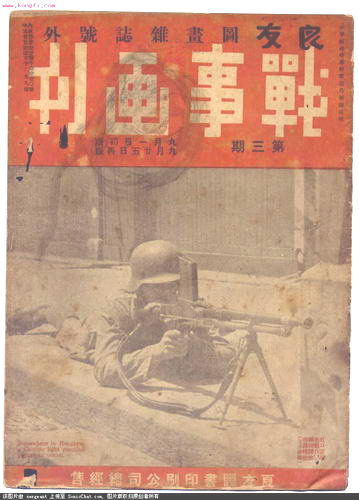
Photo 3
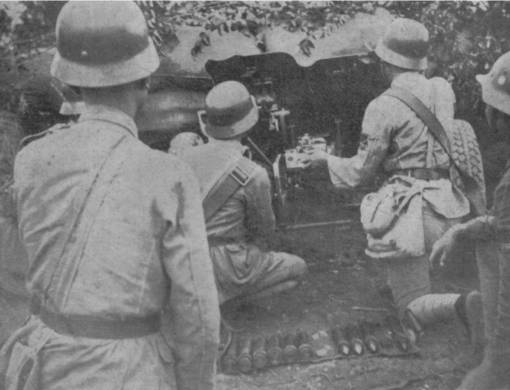
Photo 4
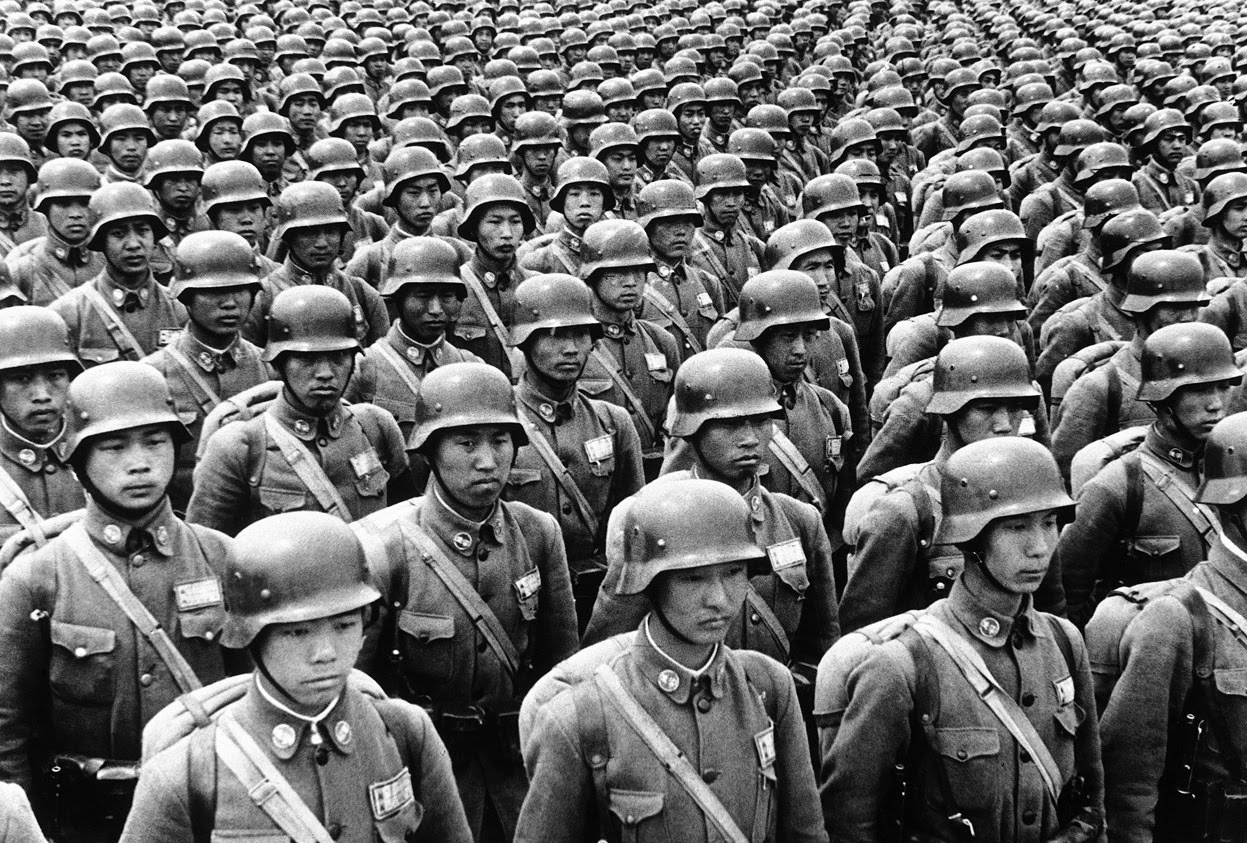
Photo 5

### Armée communiste

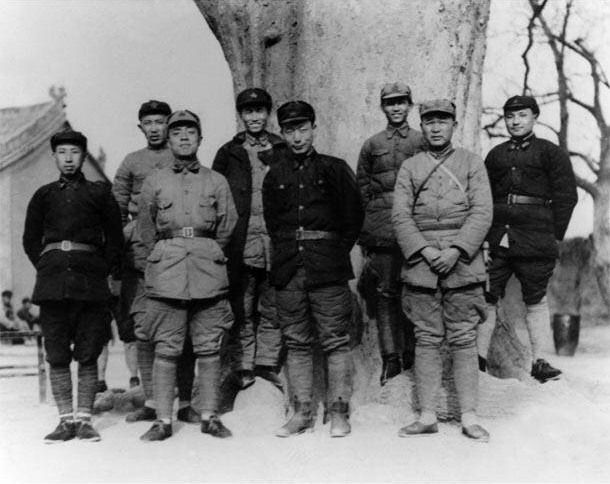
Photo 5
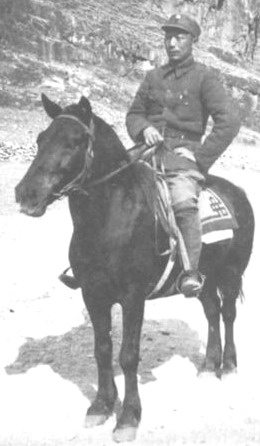
Photo 6
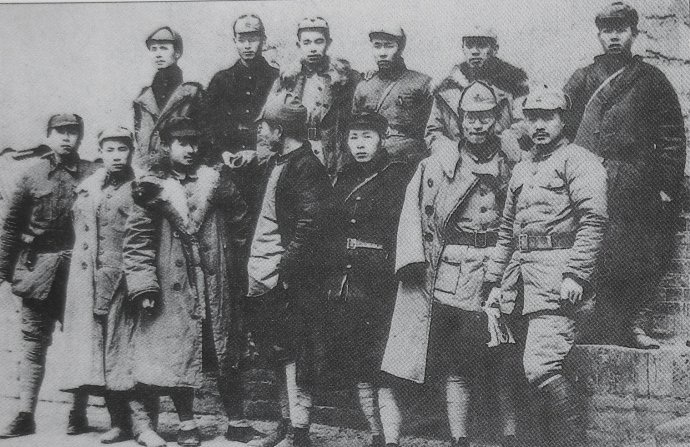
Photo 7

La future Armée populaire de libération (Rénmín Jiěfàng Jūn), fut fondée par le Parti communiste chinois le 1er août 1927 sous le nom d'Armée rouge des ouvriers et des paysans chinois - abrégé en Armée rouge chinoise (Hóngjūn) - après la rupture avec le Kuomintang et la mutinerie de la garnison communiste à Nanchang.
Fort de sa popularité après le succès de ses campagnes contre les seigneurs de guerre, Tchang Kaï-chek, le tout puissant chef du Kuomintang, entend bien devenir le seul maître de la Chine et ne plus tolérer aucune opposition interne. Les leaders modérés sont écartés voire exécutés selon ses souhaits, et il entend continuer à tenir la Chine sous une poigne de fer nécessitée par la situation interne encore instable. Le mécontentement augmente, les communistes s'attirant les sympathies populaires. Dès 1926, à l'issue de la campagne du nord, Tchang Kaï-chek s'en prend donc violemment à eux dès lors qu'ils forment l'opposition la mieux organisée politiquement et ceux-ci à leur tour se radicalisent et rompent de facto avec le Kuomintang. Lorsque les communistes, sous commandement de Mao Zedong, menacé d'être exterminés, partent dans leur Longue marche, ils gagnent davantage encore la sympathie des Chinois comme de nombreux militaires - certains petits seigneurs de guerre locaux se ralliant même à leur cause, venant ainsi grossir les rangs de l'Armée rouge.
Mao va imposer un changement de stratégie politico-militaire qui privilégiera l'implantation et la guérilla dans les zones rurales du Nord et du centre du pays, soldats et paysans faisant cause commune et partageant les ressources disponibles. La Longue Marche va devenir la geste héroïque de l'APL à des fins propagandistes. La tactique de guérilla maoïste renoue avec la tradition séculaire des révoltes et maquis paysans de la Chine - notamment de celle des Taiping évoqués plus haut.
- Chronologie
  - 1921 fondation du PCC par 13 militants dont Mao Zedong à Shanghaï
  - 1926 Tchang Kai-chek expulse les conseillers soviétiques de l'ARN
  - 1927 avril massacres des communistes à Shanghaï - décembre répression de la révolte ouvrière de : Canton (échec de l'insurrection communiste urbaine) - Rapport de Mao sur les révoltes paysannes du : Hunan, début des maquis
  - 1931 Le soviet chinois (Photo 1) proclame la République populaire au Jiangxi. Mao recueille les débris de la direction du PCC de Shanghaï, mais reste encore minoritaire au sein du Parti.
  - 1932-1934 campagne militaire d'anéantissement du régime nationaliste contre les maquis communistes : en octobre débute la Longue Marche jusqu'au Yunan. Mao s'impose définitivement comme le principal dirigeant du PCC.
  - 1936-1945 alternance d'affrontements fratricides et de trêves entre Nationalistes et Communistes qui poursuivent sans réelle coordination la lutte contre les Japonais qui avancent en Chine du Nord.
- Iconographie

Les photos 1 et 5 présentent différents dirigeants du Soviet chinois et de l'Armée rouge - dont Deng Xiaoping (Photo 5). Les uniformes sont hérités de l'ARN. Les photos 2 et 3 présentent des survivants des marches forcées de retraite, auxquelles les assauts des nationalistes contraignirent les combattants communistes, dans un état misérable, le mot d'ordre étant avant tout de sauver le précieux armement. La photo 4 dépeint des volontaires féminins, très nombreux dans les rangs communistes. La photo 6 représente un officier monté sur un petit cheval mongol. Ces animaux robustes hérités des invasions antiques serviront aussi dans les unités sibériennes de l'armée soviétique. La photo 7 dépeint d'autres officiels, certains (avant plan droit p.ex.) revêtus de la tenue d'hiver en coton rembourrée d'ouate (coton brut).

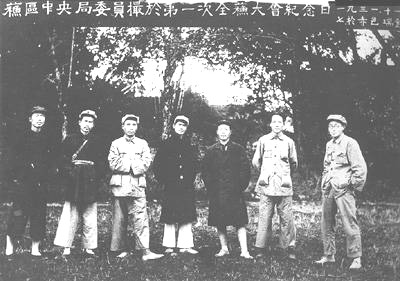
Photo 1
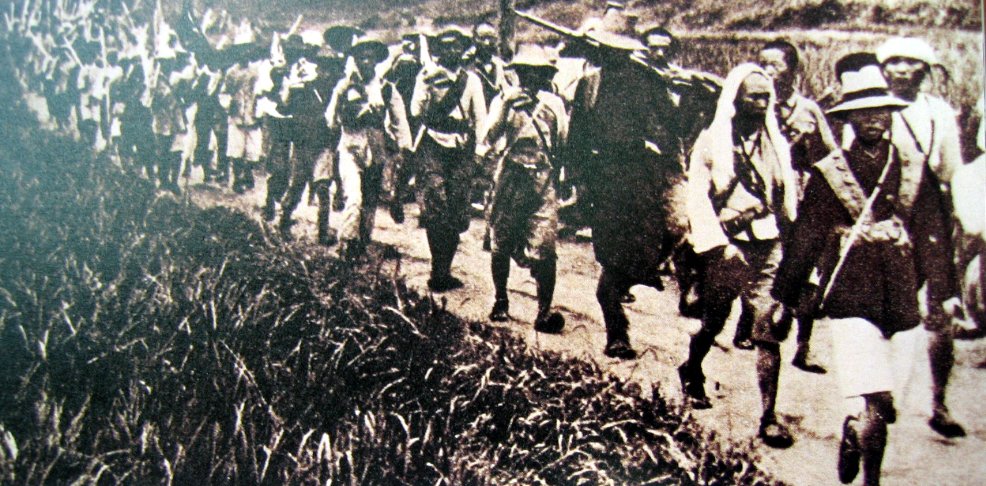
Photo 2
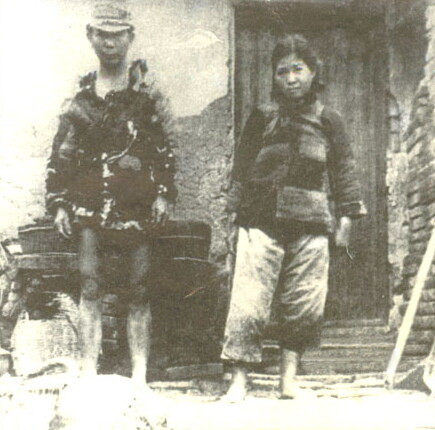
Photo 3
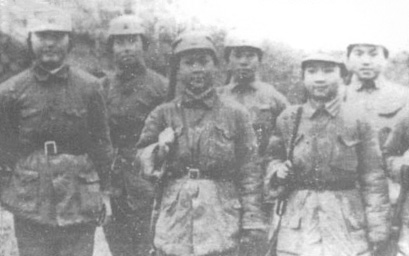
Photo 4

- Photo 5
- Photo 6
- Photo 7

### Armée du Mandchoukouo

Drapeau du Mandchoukouo.

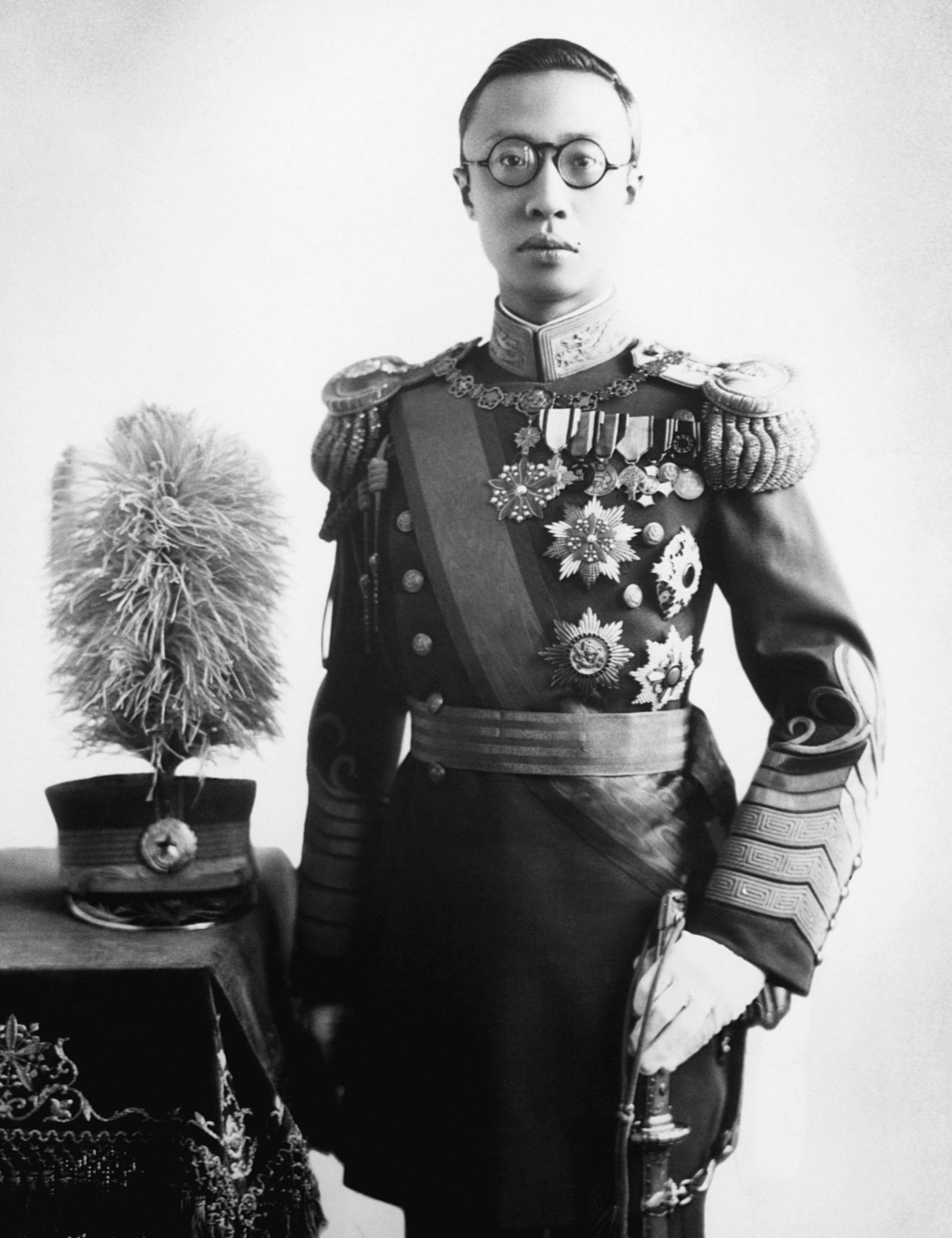
Puyi, empereur du Mandchoukouo.

Cliente du Japon, l'armée du Mandchoukouo est elle entièrement encadrée, habillée et équipée à la japonaise, bien qu'un reliquat de l'armement moderne de l'ancienne armée impériale chinoise (fusils Mannlicher, canons Krupp) ait aussi été réemployé. Des Russes blancs anti-communistes servirent également dans ses rangs : en 1945 on en comptait encore pas moins de 4 000. Après l'occupation de l'Est et du Sud-Est de la Chine, le Japon mit là aussi en place des gouvernements locaux collaborationnistes (gouvernement provisoire de Pékin, gouvernement réformé de Nanking...) disposant eux aussi de forces armées équipées à la japonaise pour la lutte contre les partisans nationalistes et communistes. Aux hasards des combats, une partie de l'équipement japonais tomba aux mains des nationalistes et surtout des communistes qui le retournèrent contre leur adversaire nippon, équipement/armement qui resteront par ailleurs en service dans les deux camps jusqu'à la fin de la guerre civile.
L'armée du Manchukuo fut créée dès 1932, peu après l'invasion japonaise de la Mandchourie. Ses effectifs d'origine provenaient principalement des armées d'anciens seigneurs de guerre ralliés de gré ou de force à l'occupant japonais. Dans les années 1930, ses effectifs s'élevaient à quelque 30 000 hommes pour atteindre 200 000 pendant la 2GM. Sa tâche principale fut la lutte contre les bandes armées de bandits et de partisans nationalistes et communistes durant la pacification du Mandchoukouo, souvent sous contrôle opérationnel et encadrement japonais - ces unités, peu fiables et peu motivées, passant parfois en bloc à l'adversaire. Au départ, ces troupes portaient encore l'uniforme gris-vert de l'ARN ou des armées des seigneurs de la guerre à partir desquelles elle fut constituée, se distinguant de leurs adversaires par le port d'un brassard jaune et d'une étoile à cinq branches - reprenant les couleurs du drapeau de la république - sur les coiffures.
En 1939, elle adopta un nouvel uniforme kaki similaire à celui de l'armée japonaise avec un système de grades particuliers au col des vestes. Quelques casques japonais furent distribués mais la coiffure sera en général le képi ou la casquette de toile de coton. La plupart des armes héritées de l'époque de la guerre civile furent remplacées par des armes japonaises : fusils Arisaka 98, fusils-mitrailleurs et mitrailleuses lourdes. L'armée du Manchukuo disposait également d'une petite force aérienne équipée d'avions japonais et de Messerschmitt Bf 108 Taifun et d'unités blindées équipées de chars Renault FT et de chenillettes japonaises, leurs équipages étant en général formés de soldats japonais « prêtés » au Manchukuo. L'armée du Manchukuo fut incapable de s'opposer à l'invasion soviétique de 1945 qui mit un terme à l'existence de l'empire de Pu Yi, le dernier empereur de l'histoire de Chine.
Une petite garde impériale forte de quelque 200 hommes fut constituée en son sein, principalement pour des missions de garde rapprochée de l'Empereur Pu Yi et à des fins de démonstration protocolaire ou de propagande
- Iconographie.
  - Photo 1 : Garde impériale en grand uniforme de parade (uniforme de couleur bleue, traditionnellement associée à l'armée impériale (cf. supra - section I)). Les flammes des lances reprennent les couleurs du drapeau national.
  - Photo 2 : Le grand État-Major en tenu d'apparat. La mauvaise qualité du document ne permet pas d'identifier formellement l'Empereur Pu Yi en la personne du personnage en sombre à l'avant plan.
  - Photo 3 : Cavalerie - peut être la Garde impériale en tenue de campagne. La cavalerie - balayée des champs de bataille européens dès la 1GM - restera encore une arme largement employée et très efficace pendant les conflits en Chine compte tenu du peu d'engins blindés disponibles.
  - Photo 4 :Infanterie à l'entraînement - désormais complètement équipée à la japonaise, en ce compris l'armement, ici une mitrailleuse lourde Type 3 Taisho 14 (copie japonaise de la Hotchkiss française de la 1GM).

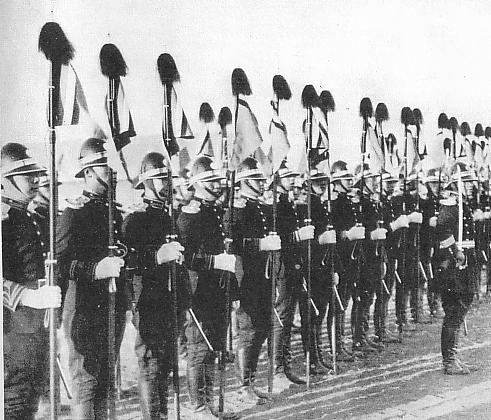
Photo 1
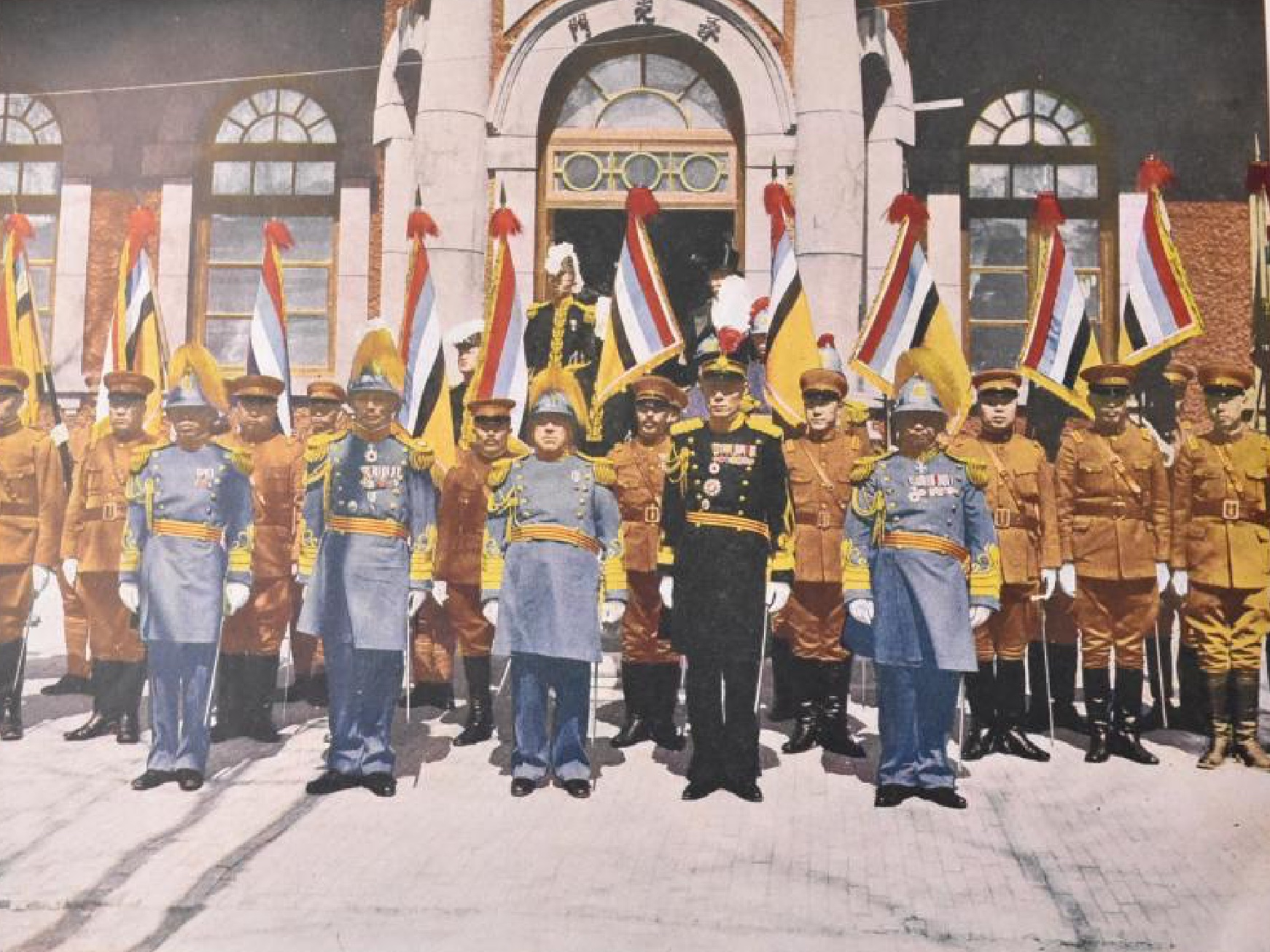
Photo 2
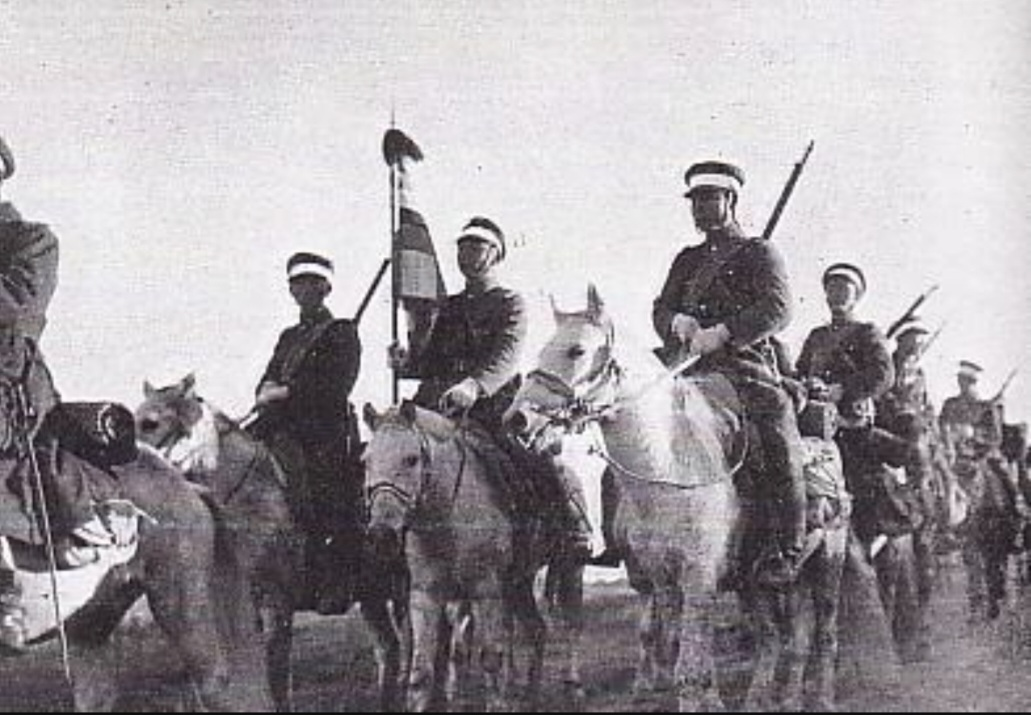
Photo 3
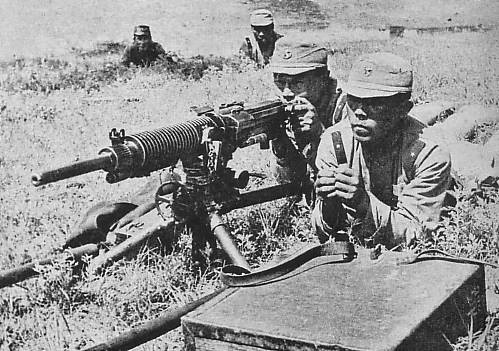
Photo 4

## Troisième période: la deuxième guerre sino-japonaise, la Seconde Guerre mondiale et la guerre civile (1937-1949)[25]

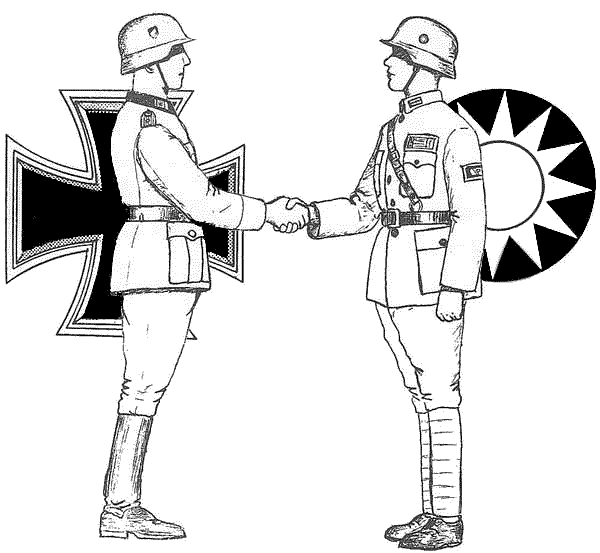

Les années 1936-37 vont marquer un tournant décisif dans l'histoire politico-militaire de la Chine contemporaine. Incapables finalement de prendre définitivement l'un ou l'autre l'avantage et conscients de la menace que fait peser sur la Chine la politique étrangère agressive du Japon, Tchang Kai-chek et Mao Tsé Toung mettent provisoirement un terme à la guerre civile pour s'unir contre les Japonais. C'est aussi à cette époque que l'armée du KMT a reçu de l'Allemagne et de l'Italie d'importants stocks d'armement ultra modernes, y compris blindés (Panzerkampfwagen I, Sdkfz 221/222) et artillerie (20 canons Flak 88, Pak 36...). Les Japonais, conscients de la menace que fait peser cette coalition inattendue sur leurs intérêts continentaux, décident de passer à l'action et d'envahir la Chine. L'incident du pont Marco Polo, provoqué le 7 juillet 1937, va servir à « légitimer » l'agression.

### La deuxième guerre sino-japonaise (1937-1945)

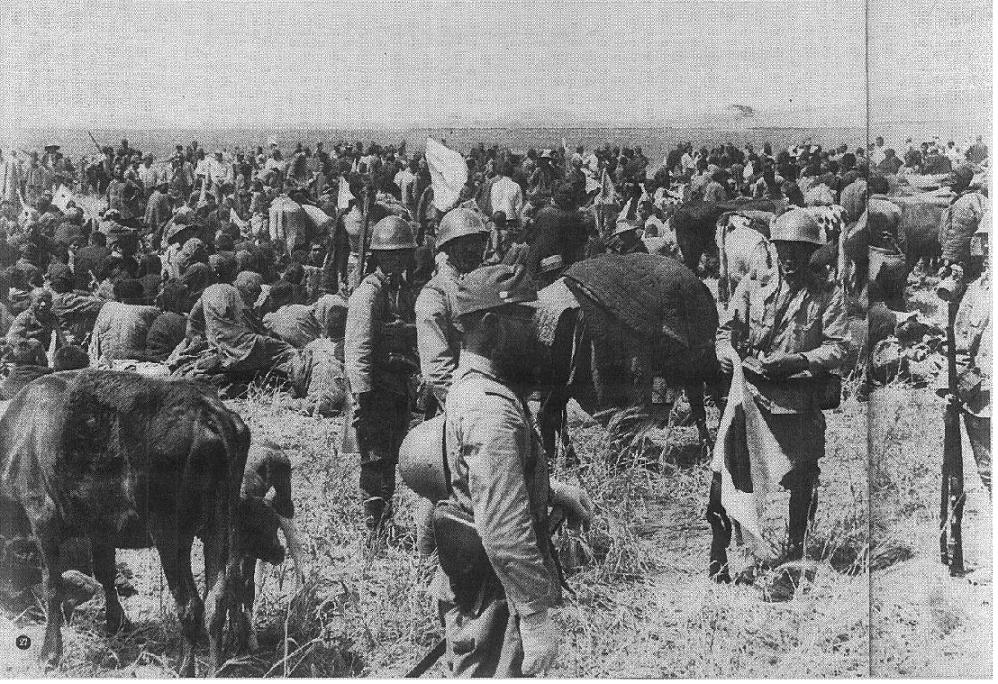
Les inondations du Fleuve Jaune stoppent la progression japonaise.

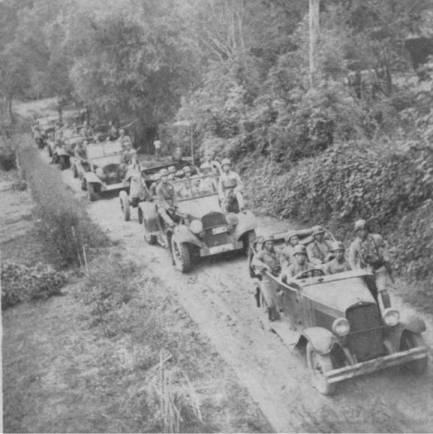
Unité motorisée de l'armée du KMT équipée de matériel allemand.

Dans les semaines qui suivirent, les forces japonaises occupèrent rapidement Pékin et Tien-Tsin et se dirigèrent vers le sud. Le 8 août, la marine japonaise débarquait de nombreuses troupes à Shanghaï mais face à la vive résistance chinoise, il fallut plusieurs semaines aux Japonais pour venir à bout de leur adversaire. En octobre, de nouveaux débarquements furent réalisés au nord et au sud de Shanghaï et permirent aux Japonais de vaincre la résistance chinoise. Le 8 novembre, la ville tombait et les Japonais se lançaient à la poursuite des survivants, se dirigeant vers Nankin dont ils s'emparèrent le 13 décembre 1937. L'armée du KMT perdit là la quasi-totalité de son matériel moderne allemand mais les Chinois parvinrent à arrêter l'envahisseur sur le Fleuve Jaune.
Début 1938, l'armée japonaise reprit son avance dans le nord-est de la Chine tout en poussant une point dans le sud vers Siu-Tchéou (centre ferroviaire). La puissante offensive des Japonais ne put être enrayée par les troupes chinoises qui se battirent avec l'énergie du désespoir, harcelant sans cesse les troupes nippones et leur infligeant des pertes importantes. Lorsque les Japonais approchèrent de Siu-Tchéou, Tchang fit exécuter par le général Li Tsoung Yen une attaque surprise qui isola 60 000 soldats japonais à Taï-Tchouang. Au bout de plusieurs jours de combats, les Japonais parvinrent à s'échapper mais laissaient 20 000 morts sur le terrain. Siu-Tchéou tombera cependant fin mai 1938 et les Japonais occupèrent la région nord du fleuve Jaune - Houang-Ho. De Siu-Tchéou, ils entendent alors poursuivre leur avance au sud vers Han-Keou afin de faire la jonction avec une autre colonne venant de l'est et remonter le Yang-Tsé-Kiang.
Afin d'enrayer cette manœuvre, les Chinois prirent la décision de détruire les digues du fleuve Jaune près de Siu-Tchéou. Ce désastre immobilisa les forces japonaises qui se retrouvèrent englués dans un territoire totalement inondé. L'offensive vers le nord fut certes ainsi stoppée mais celle visant Han-Keou fut poursuivie. Après d'âpres combats, Han-Keou tombait le 25 octobre 1938, l'inondation privant par ailleurs les Chinois d'importantes ressources, alimentaires entre autres. Tchang est de plus en plus contraint sous la pression de reculer vers l'Ouest et le Sud-Ouest du pays.
L'année 1939 voit la stratégie nippone de destruction méthodique de la résistance chinois se poursuivre avec la conquête des ports et des nœuds de communication, notamment de Canton - ce qui ne laisse plus aux Chinois que deux voies de ravitaillement : la voie ferrée de Haiphong à Nan-Ning par l'Indochine française et la mauvaise route de Birmanie (alors colonie britannique) de Rangoon à Kouen-Ming. La défaite de mai 1940 permet au Japon de contraindre les Britanniques et le régime de Vichy à couper ces cordons ombilicaux vitaux.
Mais en cette fin d'année 1940, les États-Unis se décidèrent enfin à apporter leur aide matérielle aux nations victimes de l'agression des puissances de l'Axe. Avec la loi Prêt-bail, ils commencèrent à fournir à la Grande-Bretagne et à la Chine les armes et matériels nécessaires à la poursuite de la lutte. Fort de la victoire à l'issue de la bataille d'Angleterre, Churchill imposa la réouverture de la route de Birmanie. En juillet 1941, les Japonais occupent l'Indochine française pour y établir entre autres des bases aériennes qui leur permettront d'attaquer cette importante voie de ravitaillement des Chinois.
Après Pearl Harbor et l'ouverture de hostilités avec les puissances anglo-saxonnes, les Japonais attaquent la Birmanie, mettant à mal les forces britanniques.(→ Opérations en Birmanie (1942-1943) - Campagne de Birmanie - Guerre aérienne en Birmanie et en Chine). Chang, soucieux de défendre ses approvisionnements en armes et munitions transitant par la route de Rangoon, tenta de se porter à l'aide de Britanniques en pénétrant à son tour en Birmanie.
- Gouvernements et armées collaborationnistes pro-japonais

Dès 1937, à mesure que leur mainmise s'étendait sur le sud-est, l'est et le centre de la Chine, les Japonais mirent en place une série de « gouvernements » chinois régionaux collaborationnistes et levèrent des troupes auxiliaires indigènes de sécurité pour permettre aux troupes impériales de se concentrer sur les champs de bataille périphériques (Birmanie, Mandchourie...). Trois des principaux « gouvernements chinois » ainsi créés de toutes pièces furent le « gouvernement provisoire de Pékin » (dès décembre 1937), le « gouvernement réformé de Nankin »(1938) et le « gouvernement de Mongolie intérieure ». Le « gouvernement autonome anti-communiste de l'Hopei oriental » - avatar des gouvernements régionaux des seigneurs de guerre créé dès 1935 - se mit également au service de l'occupant. L'armée du gouvernement de Pékin compta jusqu'à 41 000 hommes, celle du gouvernement de Nankin, 30 000 et celle du gouvernement fantoche mongol quelque 18 000. Ces armées dépendaient organiquement des commandements japonais locaux.

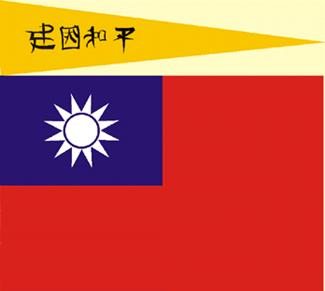
Ci-dessus et ci-contre :Drapeaux du gouvernement collaborationniste chinois de Wan Ching-wei
Légende de la flamme : Paix, Lutte contre le communisme, Construction nationale
Drapeau du gouvernement collaborationniste de Mongolie intérieure (premier modèle jusqu'en 1937)
Idem postérieur

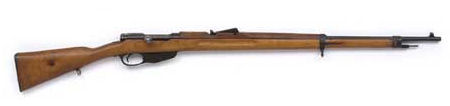
Fusil hollandais Mod. 1895 : des armes de ce type furent distribuées par les Japonais à leurs collaborateurs chinois

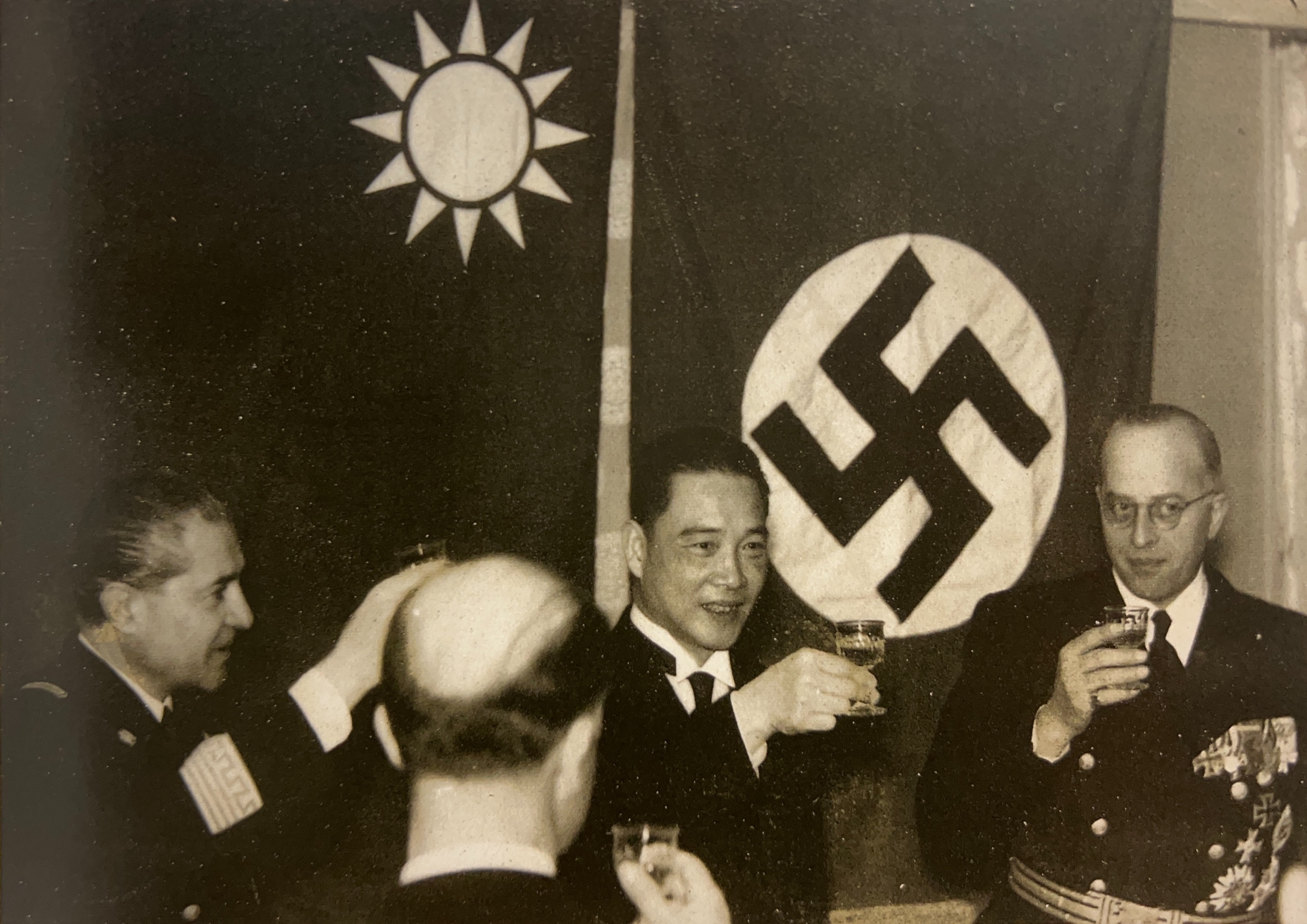
Wang Ching-wei à Nanjing en 1941.

N'ayant qu'une confiance limitée dans ces troupes de renégats - dont la seule motivation était bien souvent de manger à leur faim -, les Japonais ne leur allouèrent que de l'équipement de seconde main (équipement et armement japonais déclassé, reliquat de l'ARN et prises de guerre sur les forces du KMT), ne distribuant que parcimonieusement les munitions par crainte de désertions aux maquis nationalistes ou communistes. Ces troupes étaient affublées d'un uniforme mixte sino-japonais : certaines unités furent ainsi dotées de vieux uniformes japonais défraîchis et de casques Stahlhelm M1935 pris au KMT. Ces armées reçurent également des armes prises par les Japonais lors de leurs autres campagnes en Asie et dans le Pacifique tels des fusils néerlandais pris en Indonésie, des armes françaises saisies après l'occupation de l'Indochine et même des armes britanniques prises en Malaisie et en Birmanie, cet armement hétéroclite n'étant pas réutilisable par les maquis en cas de pertes au combat ou de désertions par manque de munitions appropriées.
En 1940, ces gouvernements furent réunis sous l'«autorité» unique de Wang Ching-wei, principale figure de la collaboration chinoise pro-japonaise, et leurs milices amalgamées en une unique «armée nationale». Se présentant comme le seul véritable gouvernement républicain chinois, la clique de Wang dota dès lors son armée d'un uniforme en tous points similaire à celui de la défunte ARN reprenant même son drapeau, affublé de slogans collaborationnistes et anti-communistes «suggérés» par ses mentors nippons. Comme les troupes des seigneurs de guerre, l'armée du gouvernement Wang Ching-wei se livra à la contrebande pour alimenter son trésor de guerre.
Après la défaite japonaise, les membres de ces troupes renégates furent massacrés, tentèrent de disparaître ou se rallièrent bon gré malgré à l'un ou l'autre des partis de la guerre civile qui devait sévir de 1945 à 1949.

### La nouvelle armée chinoise: l'aide alliée pendant la Seconde Guerre mondiale

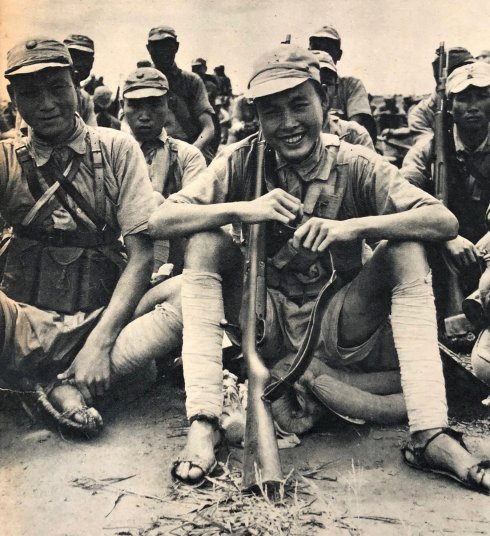

L'aide militaire américaine commença à arriver en Chine en vertu du Lend-Lease Act dès avril 1940. En janvier 1942, Chang Kai-shek fut nommé Commandant Suprême Allié en Chine. Cette adhésion à l'Alliance le priva du soutien politique et militaire allemand qui passa dès lors à Wang Jingwei. En mars, le Lt-Gén. américain Stillwell devient l'attaché militaire auprès de Chang, juste à temps pour superviser la retraite chinoise de Birmanie où Chang s'était imprudemment engagé pour aider les Britanniques. En juillet, il est nommé commandant du théâtre d'opérations Chine-Birmanie-Inde. Pendant toute l'année suivante, il consacrera ses efforts, avec l'aide des Britanniques, à rééquiper, réarmer et réorganiser les armées chinoises qui recevront alors d'énormes quantités de nouvelles armes américaines et britanniques, y compris blindés et artillerie dont elles manquaient cruellement depuis 1937. De nombreux combattants sont amenés par voie aérienne des zones chinoises encore sous contrôle du KMT vers l'Inde en vue de leur rafraîchissement. Ces troupes sont ensuite engagées en Birmanie aux côtés des Britanniques (Chindits et  14e Armée) et des Américains (Merrill's Marauders) au sein d'unités mixtes, les Y-Force et X-Force pendant les âpres combats et campagnes de 1944 puis, à partir d'octobre, en Chine même.
En novembre 1944, le Chinese Training and Combat Command (litt. Commandement chinois (réf. géographique) pour l'entraînement et le combat - le Command étant une structure administrative et militaire opérationnelle typiquement américaine)) est créé après la scission du commandement général pour le théâtre d'opérations Chine-Birmanie-Inde. Ce CTCC reprend à son compte les tâches de l'Y-Force et de la Z-Force constituées du personnel US chargé des opérations et responsables de la formation et de l'approvisionnement des unités chinoises. Ce commandement reprit donc les programmes de formation au Yunnan et du Training Center de Kweilin tout en apportant son soutien technique et logistique à la force expéditionnaire chinoise dans son offensive en Chine centrale et méridionale contre les Japonais. En janvier 1945, Il est réorganisé en deux commandements administratifs subordonnés distincts, les Chinese Training Command (Provisional) et Chinese Combat Command (Provisional). Ce dernier se voit subordonner six groupes de liaison avec les groupes d'armées chinois et une équipe de liaison avec chaque Armée et division. Ces organisations n'exerceront toutefois aucun contrôle tactique ou opérationnel sur les états-majors chinois.

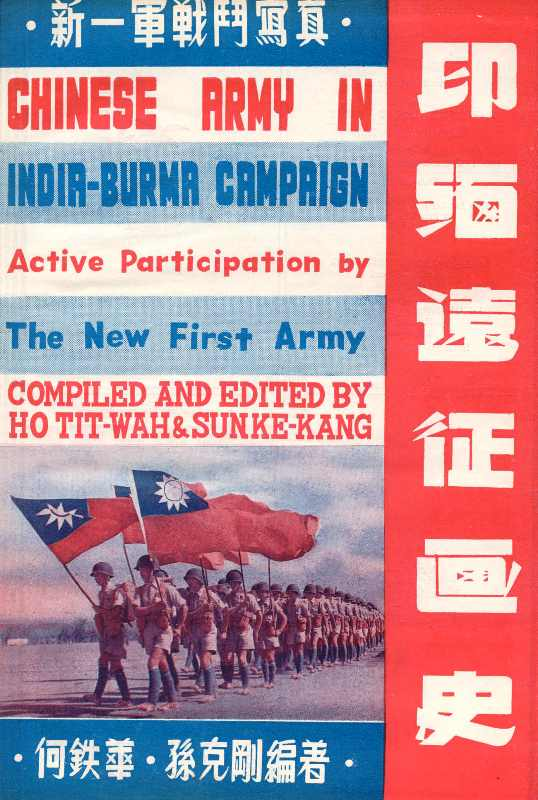
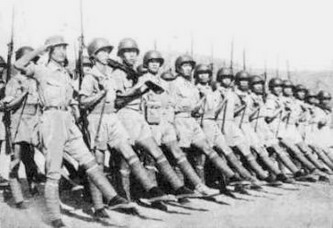
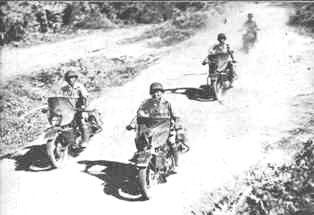
Motards de la Force X chinoise en 1942 en Birmanie.

### La reprise de la guerre civile (1945-49)

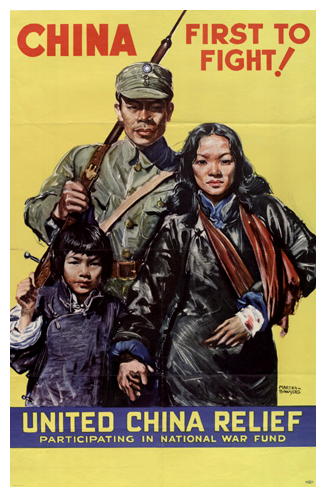
L'aide américaine massive aux nationalistes n'empêchera pas leur défaite en 1949.

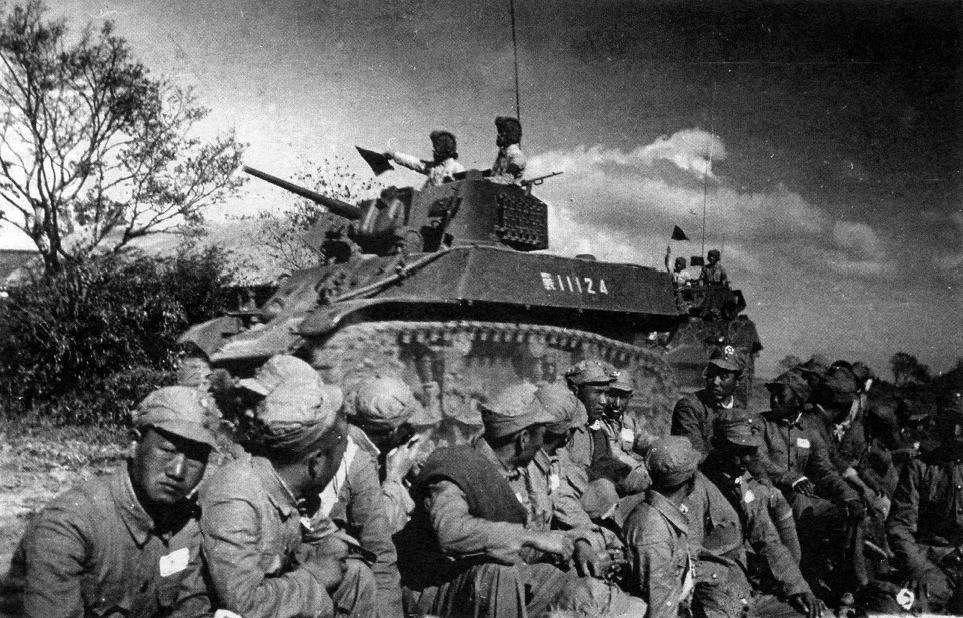
Char USM3A3 ex-KMT entre les mains de l'ALP communiste - 1949.

En 1945, alors que l'armée japonaise recule sur tous les fronts, une mission américaine s'installe à Yan'an afin de former un gouvernement de coalition bipartite, car les États-Unis craignent un reprise des combats entre les frères ennemis communistes et nationalistes. Massivement dotés d'équipement et d'armement américains (cfr supra), les nationalistes occupent les anciennes zones japonaises au détriment des communistes, moins bien équipés. En août 1945, à la demande des communistes et après plus d’un mois de négociation, un accord semble finalement conclu avec les nationalistes. Le parti communiste accepte de donner une partie des territoires qu’il contrôle et de réduire ses armées. En contrepartie, une commission politique consultative tripartite est créée. Elle est destinée à ramener la paix en Chine mais elle ne fonctionnera jamais, les incidents entre communistes et nationalistes se multipliant. La guerre civile reprend à la fin de 1946 à l’initiative des nationalistes qui se sentent en position de force pour plusieurs raisons : leurs troupes sont trois fois plus importantes en effectifs que celles des communistes; elles disposent d'une logistique parfaitement organisée, contrôlent les grands centres urbains et surtout bénéficient du soutien des États-Unis. De fait, jusqu’au printemps 1947, les communistes reculent sur tous les fronts. Ils devront en particulier abandonner leur bastion du Yan'an en mars 1947. Pourtant, à partir de début 1948, la tendance va s’inverser. En avril 1948, Yan'an est repris, et en juin cent soixante-quatre villes sont tombées aux mains de l'APL. Tchang Kaï-chek comprend qu’il ne vaincra plus l'opposition militairement et il organise une réunion au sommet en demandant l'arbitrage de son allié américain. Les maoïstes refusent dans un premier temps les avances des nationalistes, croyant que Tchang Kaï-chek attend l'arrivée imminente de renforts militaires américains puis participent néanmoins à la conférence.
Le 20 avril 1949, la négociation tourne court et dès le lendemain, l’armée populaire de libération relance les opérations militaires. Le 23 avril, Nankin est libérée et en quelques mois le régime nationaliste s’effondre et s'exile à Taïwan. Le 1er octobre 1949, devant une foule immense, Mao Zedong annonce la fondation de la République populaire.
- Chronologie
  - Le 15 janvier 1946, le KMT s'empare de vive force de Mukden, en avril les communistes s'emparent de Changchun et Harbin malgré la trêve imposée par les États-Unis (mission Marshall);
  - Juillet 1946 : la guerre civile reprend : en tentant d'occuper toutes les villes de Manchourie et du N-E pour empêcher l'ALP de s'y rétablir, le KMT immobilise des forces importantes et perd l'avantage numérique - les communistes prennent donc l'avantage dans les provinces et en campagne;
  - 1947 : les communistes prennent l'initiative et sous le commandement de Lin Piao remportent de nombreux succès, isolant l'armée du KMT dans les grands centres urbains. En décembre, les troupes nationalistes en Mandchourie sont virtuellement coupées du reste du pays;
  - 1948 : Les nationalistes se retirent de Mandchourie en mars. Les offensives d'été de l'Armée rouge isolent de plus en plus les forces nationalistes dans les villes où elles se retrouvent parfois encerclées (Mukden, Tsinan, Chinchow). Des soldats du KMT se rallient avec armes et bagages à l'Armée Populaire provoquant la chute des cités qu'ils sont censés défendre (Chinchow, Changchun);
  - 1949 : Tientsin tombe le 15 janvier et Pékin le 20. Le KMT a déjà perdu près d'un demi million d'hommes au combat, sans compter les défections à l'ennemi. Dans les semaines qui suivent, le gouvernement KMT se réfugie à Canton et tente de négocier une trêve. Chiang ordonne le transfert des réserves d'or vers Formose (Taïwan) et ordonne de transformer l'île en forteresse. En avril l'ALP franchit le Yangtsé et s'empare de Nanking. Shanghai tombe en mai. Le 1er octobre, Mao proclame la naissance de la République populaire. En décembre, Chang Kai-chek, le KMT et les troupes restées fidèles se retranchent à Taïwan où s'instaure la république de Chine.

### L'armée populaire

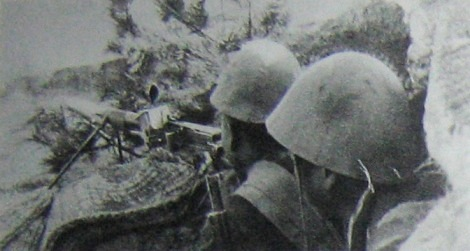
Troupes communistes pendant la bataille de Siping : l'équipement (casques) et l'armement (FM) sont japonais.

Depuis sa création en 1927, l'Armée populaire de libération ne put et ne dut compter que sur ses propres ressources et sur les prises de guerre pour s'armer et s'équiper. En dépit de la présence de conseillers politiques soviétiques, l'APL ne reçut en effet aucune aide de l'Union soviétique pendant toute la guerre civile et le conflit sino-japonais. Au fil des combats, l'APL se dota ainsi d'un important arsenal japonais, encore enrichi après la capitulation de 1945. À cette occasion d'ailleurs, elle put se doter de ses premiers blindés - chars légers japonais de prise - qui resteront en service jusqu'au début des années 1950. Avec la reprise de la guerre contre les nationalistes, cet arsenal s'enrichit également d'armes américaines prises aux troupes du KMT. En 1949, l’armée communiste comptait quelque 5,5 millions de soldats. À la fin du conflit, son arsenal se composait donc d'un reliquat d'armement de l'ARN et d'armes de prise japonaises et américaines. Ce ne sera qu'après la reconnaissance de la république populaire de Chine par Moscou et le début de la guerre froide qu'arriveront les premières livraisons massives d'armes soviétiques que l'on retrouvera entre les mains des «volontaires chinois» de la guerre de Corée.
- L'arsenal japonais de l'APL

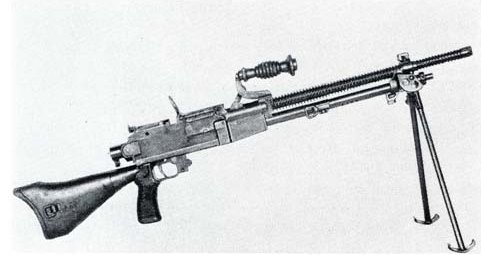
FM Type 96
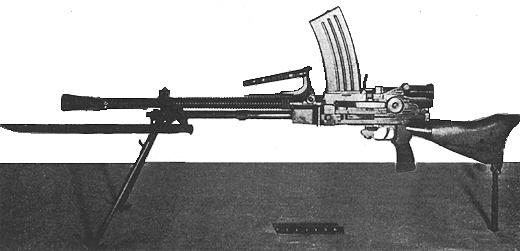
FM Type 99
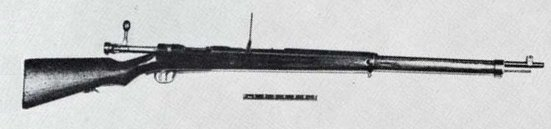
Fusil Type 38 qui équipa l'armée du Manchukuo
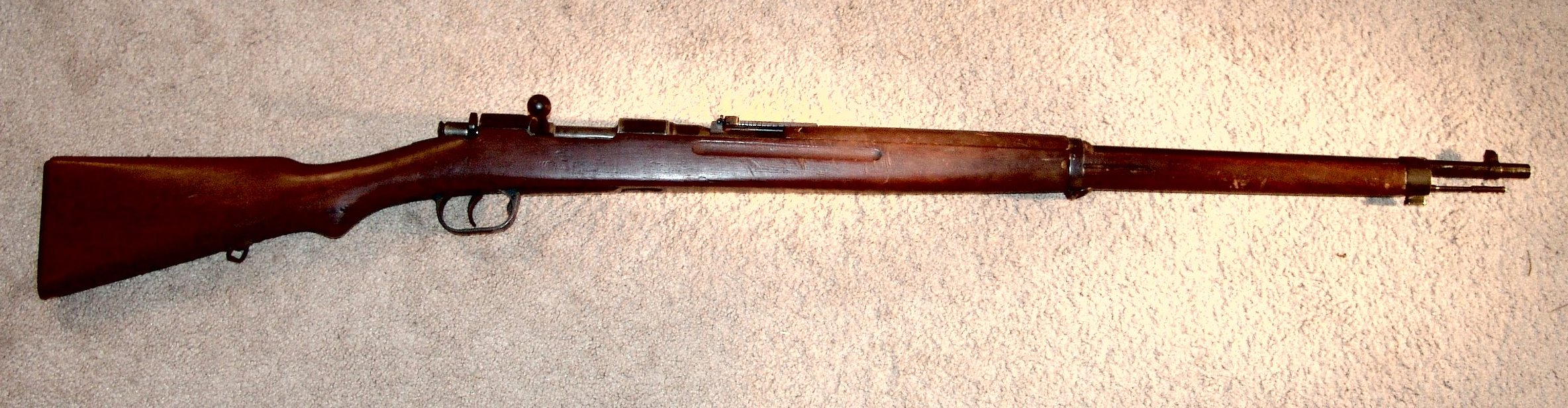
L'Arisaka fusil standard du fantassin japonais

- Armes US prises au KMT

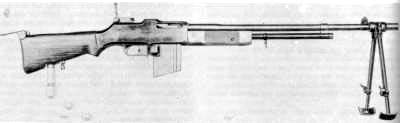
FM BAR Browning
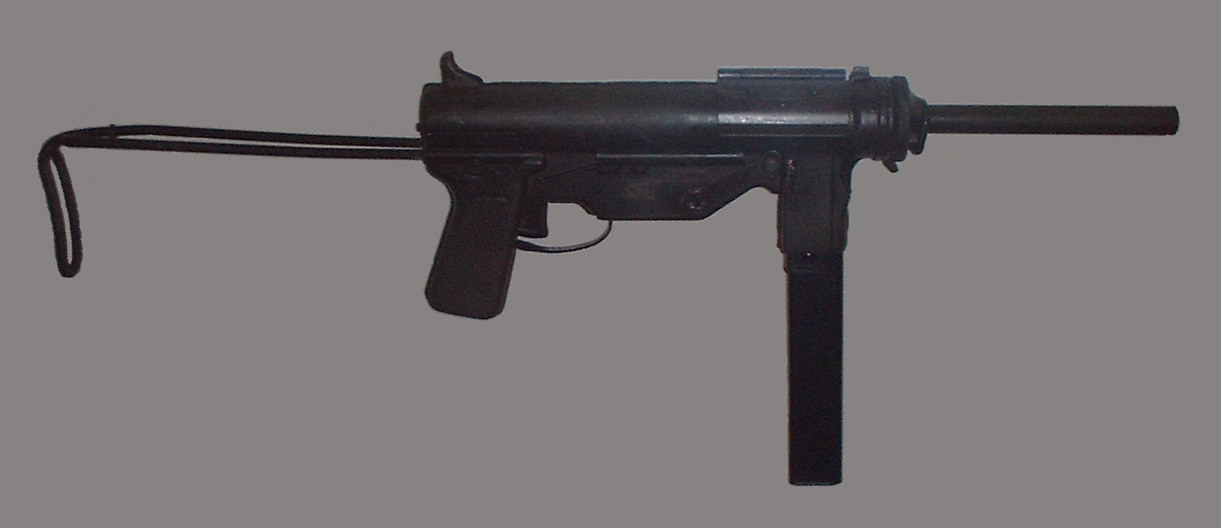
PM US-M3 Grease Gun
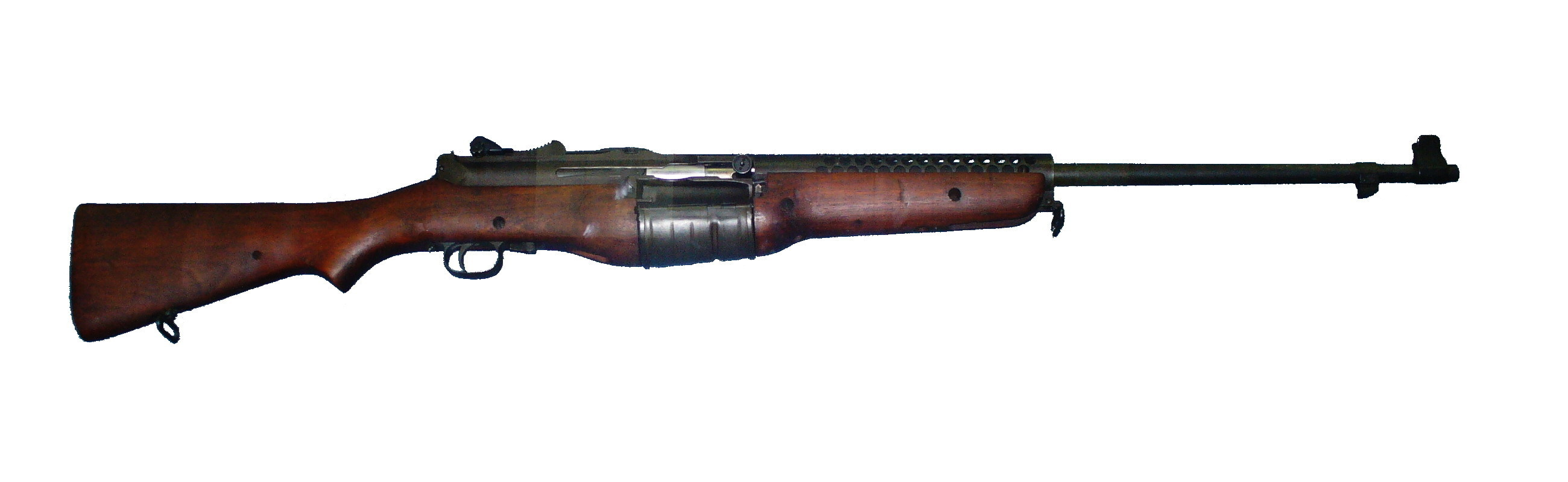
Fusil Johnson M1941
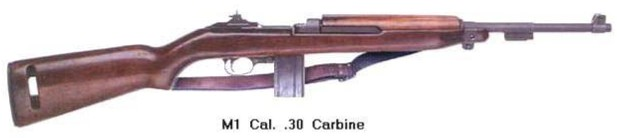
Carabine M1

## Articles connexes

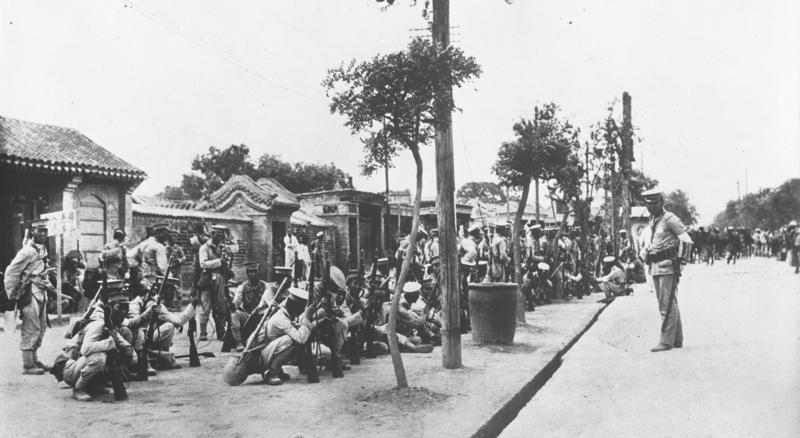
L'ARN dans les rues de Pékin (1931?).

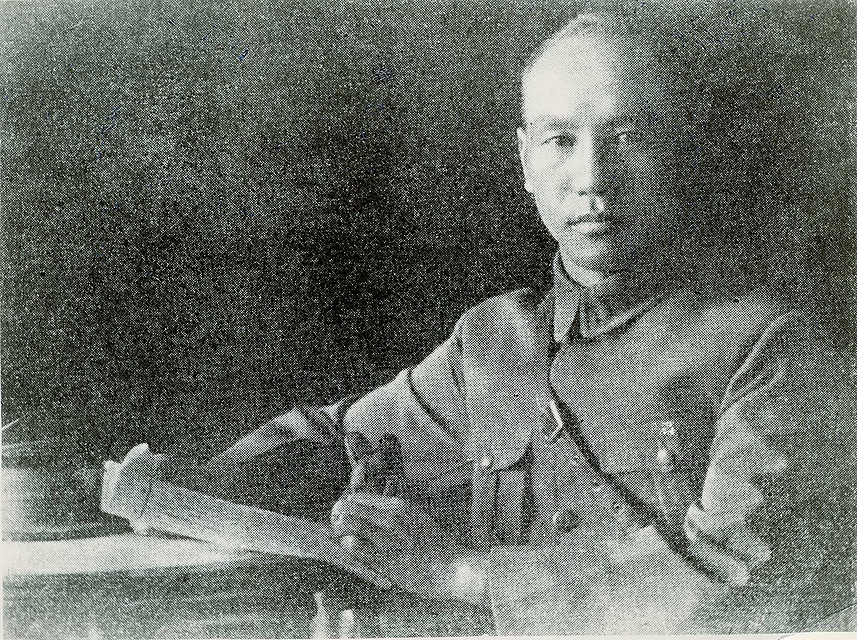
Chang Kai-shek en 1926.

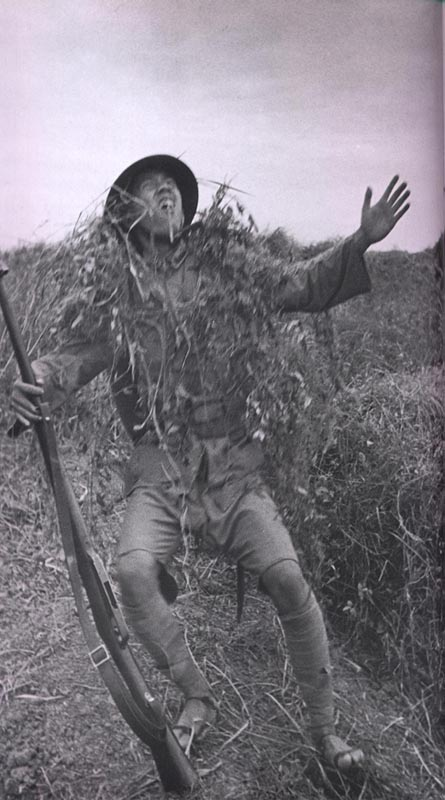
Soldat de l'ARN touché pendant un embuscade japonaise. Il porte la tenue réglementaire «théorique» en coton kaki clair et est armé d'un Mannlicher ou d'un Hanyang 88.

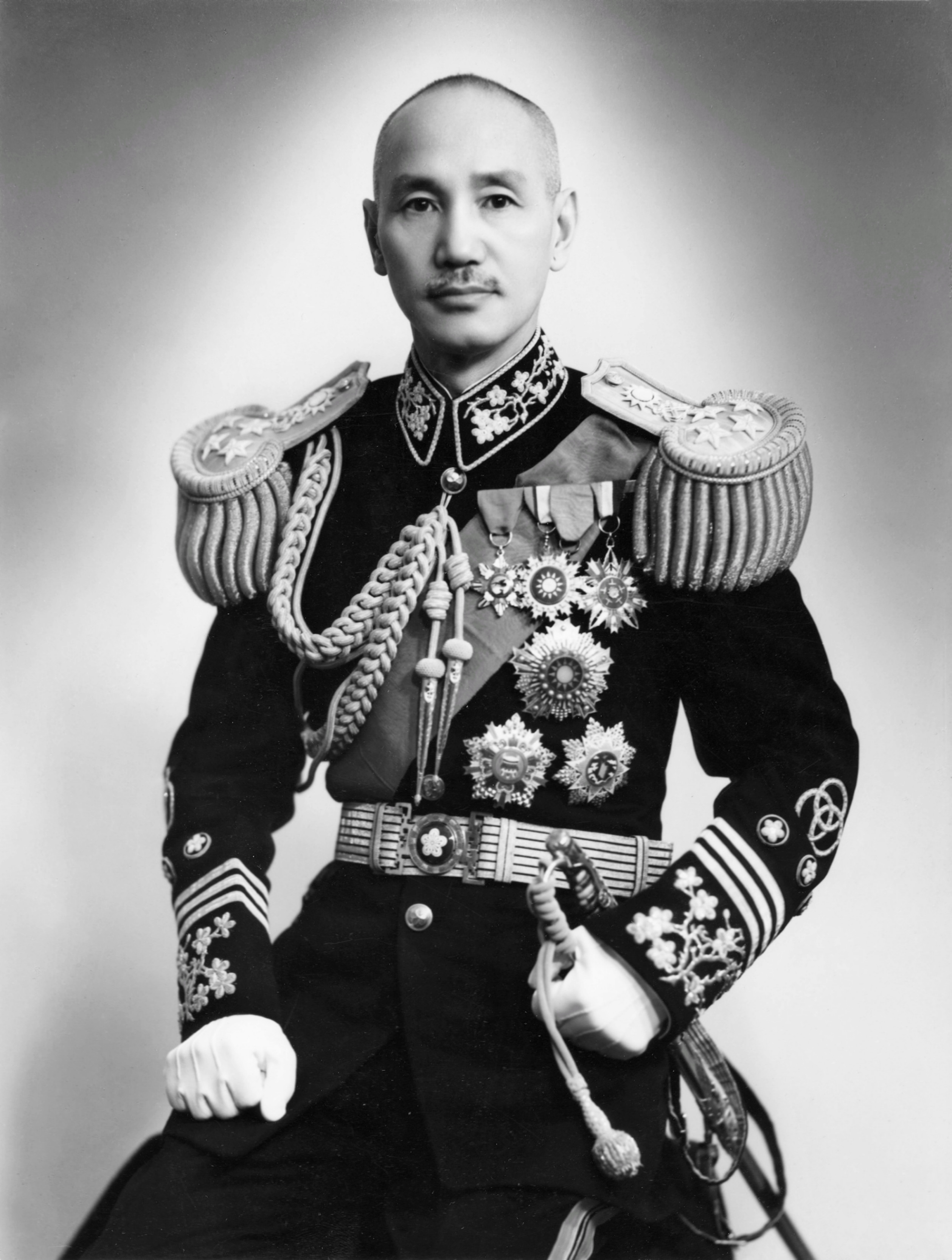
Chang Kai-shek en grand uniforme de généralissime en 1940.

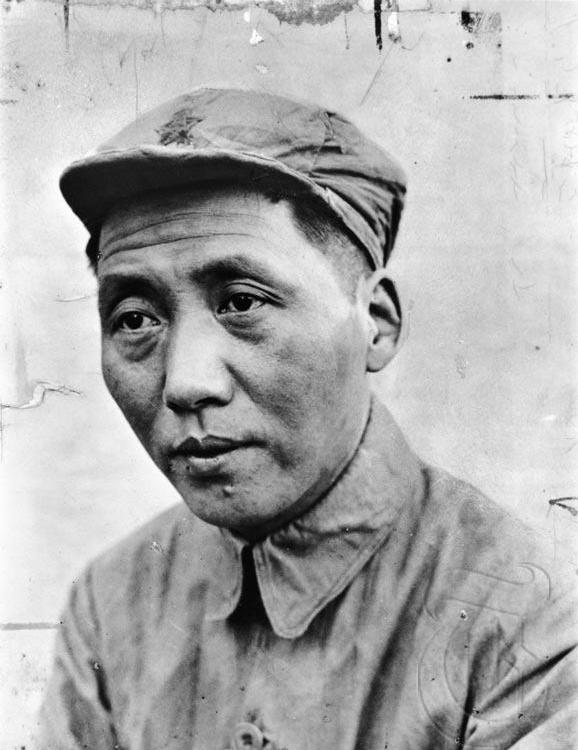
Mao, amaigri et éprouvé par les épreuves de Longue Marche, en uniforme de l'Armée rouge (1935).

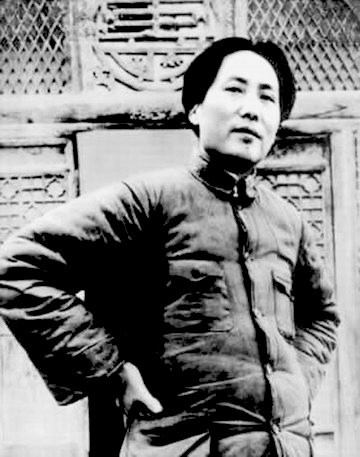
Mao au Yunan en 1946.

### Première période
- Osprey Publishing - collection Men-at-Arms :

no 307 : Late Imperial Chinese Armies 1520-1840 - Chris Peers & Christa Hook ; 
no 275 : The Taiping Rebellion 1851–66  - Ian Heath & Michael Perry ;
no 95 : The Boxer Rebellion - Lynn E. Bodin & Chris Warner ;
- Wargames Illustrated Magazine :

Various and fantastic: 19th Century Chinese Arms and Armour  Ian Heath ;
Long-haired Rebels - The Taiping Army 1851-66 Ian Heath ;
Imitation Foreign Devils - The Ever-Victorious Army 1860-1864 Ian Heath ;
Swordsmen dressed up as Tigers Ian Heath ;
- Military Modelling Magazine :

Uniforms of the month : The chinese Boxers Don Fosten, mars 1979 ;
The Boxer Uprising Bob Marrion : série de huit articles MM Vol 30 issues 6-7, 9 à 13 et 15 ;
- Les grands évènements du XXe siècle et les journaux de l'époque - no 1 Les 55 jours de Pékin  Éditions Atlas ;
- Gazette des Armes et Uniformes :

Les armes de la guerre des Boxers 1900-1901 Pierre Lorain
- Club français de la figurine historique

L'Armée chinoise des Shang à 1840. Daniel Peyrot
La Campagne de Chine 1860. Les uniformes. Daniel Peyrot
La Révolte des Boxers. Organisation et uniformes des troupes alliées et chinoises. 4 volumes. Daniel Peyrot

### Deuxième période
- Le Drame chinois Maréchal et Madame Tchang Kaï Chek Gallimard 1938 ;
- La Guerre révolutionnaire Mao Tsé-toung UGE 10/18 1969 ;
- La Guerre civile en Chine 1919-1949 Patrick De Beer Casterman 1968 ;
- Histoire du Parti communiste chinois Jacques Guillermaz Petite Bibliothèque Payot 1975 ;
- Le Japon en Chine ses mobiles et ses buts  K.K. Kawakami Grasset 1938 ;
- La Longue Marche Claude Hudelot Coll. Archives Julliard 1971 ;
- Mao Tsé-Toung Collectif sous la direction de E. Krieg Éditions de Saint-Clair 1966 ;
- Le Mandchoukouo D.M.B. Collier et Lt-Col. C; L'estrange Malone Payot 1938 ;
- Seigneurs de guerre et officiers rouges 1924/1927 la révolution chinoise Jean-Marie Bouissou L'histoire à l'épreuve Éditions Mame 1974

### Troisième période
- Voir aussi : Bibliographie de la section 2 et Bibliographie générale
- Autour du Conflit Sino-japonais Chalux Office de Publicité Bruxelles 1938 ;
- Armor of the Pacific War Steven J. Zaloga Osprey Publishing coll. Vanguard no 35 1983 ;
- La conquête de la Chine par Mao Tse-tung Gén. L.-M. Chassin Petite Bibliothèque Payot 1963 ;
- ..et Mao prit le pouvoir Fernand Gigon J'ai lu coll. L'aventure aujourd'hui 1969 ;
- La 2e Guerre mondiale magazine Tallandier 1968